# Presidencia de Alberto Fernández
La presidencia de Alberto Fernández inició el 10 de diciembre de 2019, sucediendo a Mauricio Macri, y finalizó el 10 de diciembre de 2023 al completar su período y ser sucedido por Javier Milei. Fue un gobierno calificado como de centro.
En mayo de 2019 se anunció la fórmula presidencial del Frente de Todos, compuesta por Alberto Fernández y Cristina Fernández de Kirchner. Esta fórmula se impuso en las elecciones celebradas el 27 de octubre de 2019. El 10 de diciembre de 2019 Alberto y Cristina Fernández asumieron la presidencia y vicepresidencia, respectivamente.

## Elección

### Candidatura a la presidencia

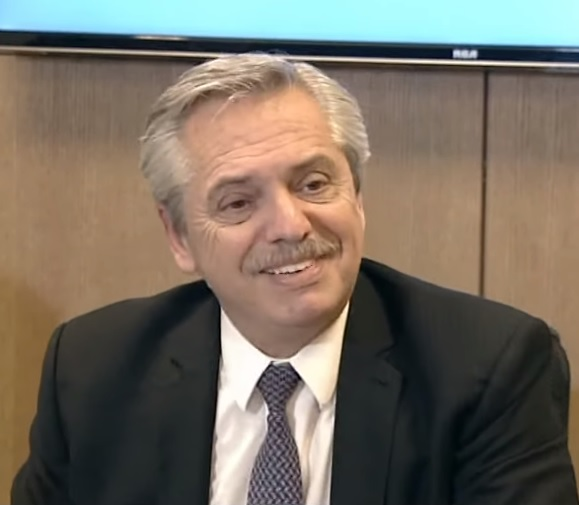
Fernández durante la conferencia del 14 de agosto de 2019 realizada luego del llamado que tuvo con el entonces presidente Mauricio Macri.

El 18 de mayo de 2019 Cristina Fernández de Kirchner anunció su fórmula electoral con Alberto Fernández como precandidato a presidente y ella misma como precandidata a la vicepresidencia para las elecciones de 2019. Su primer acto de campaña fue en la provincia de Santa Cruz junto a la gobernadora Alicia Kirchner.
El 12 de junio Fernández y Sergio Massa llegaron a un acuerdo para formar una alianza llamada Frente de Todos. Massa anunció que se presentaría como primer candidato a diputado nacional por la provincia de Buenos Aires. El 7 de agosto Fernández cerró su campaña en la ciudad de Rosario junto a su precandidata a vicepresidenta Cristina Kirchner y firmó un compromiso con 19 gobernadores peronistas.
El 11 de agosto, Alberto Fernández obtuvo el primer puesto en las elecciones primarias de 2019, con el 47,78 % de los votos, frente al 31,79 % del presidente Mauricio Macri.
El 13 y el 20 de octubre se sucedieron los dos debates presidenciales pautados por ley. El 24 de octubre Fernández cerró su campaña en la ciudad de Mar del Plata junto a Fernández de Kirchner y un grupo de gobernadores peronistas.

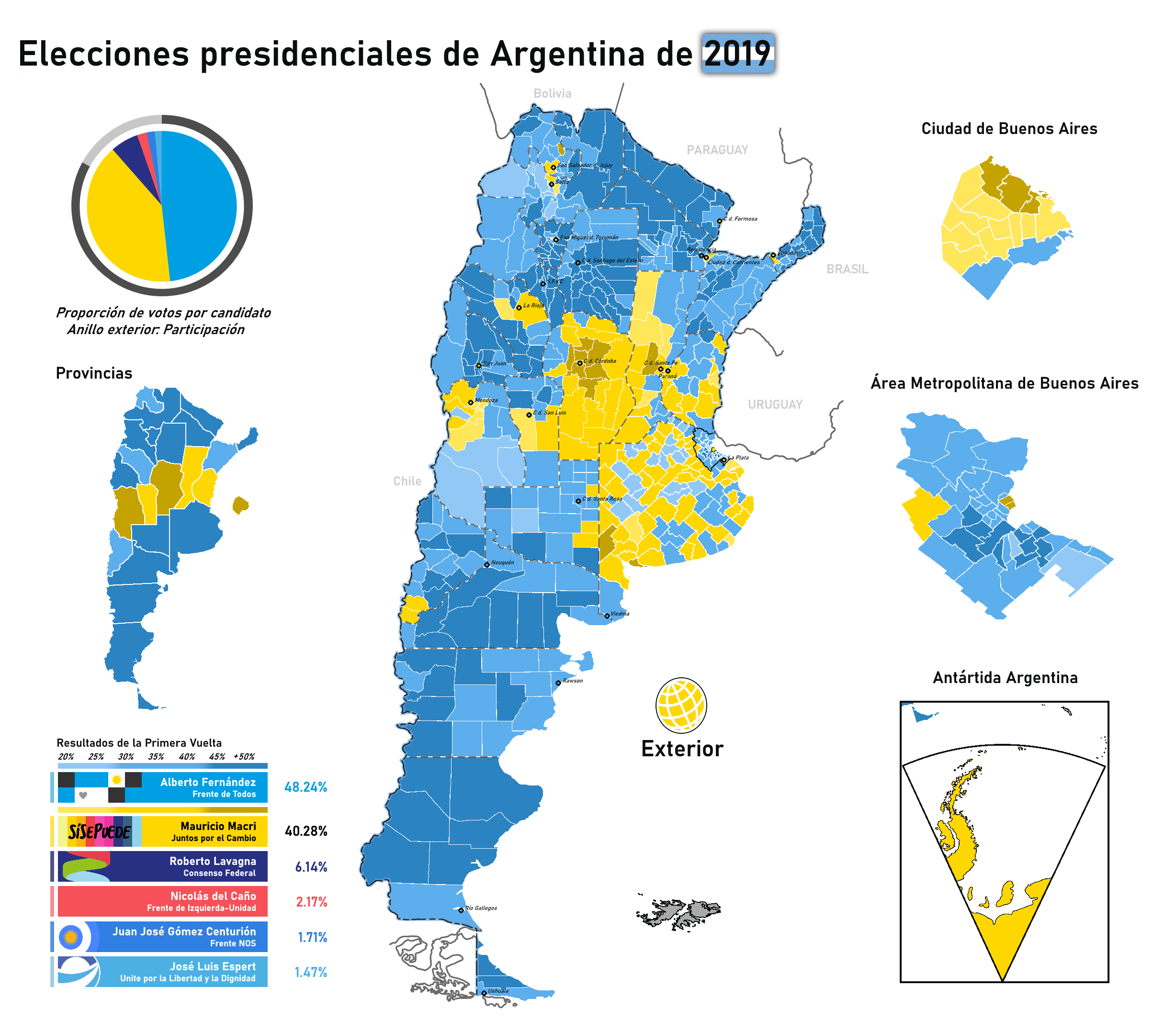
Resultados de las elecciones de 2019.

El 27 de octubre, Alberto Fernández triunfó en las elecciones con el 48,24 % de los votos frente al 40,28 % del entonces presidente Mauricio Macri, resultando electo presidente en primera vuelta.

### Periodo de transición

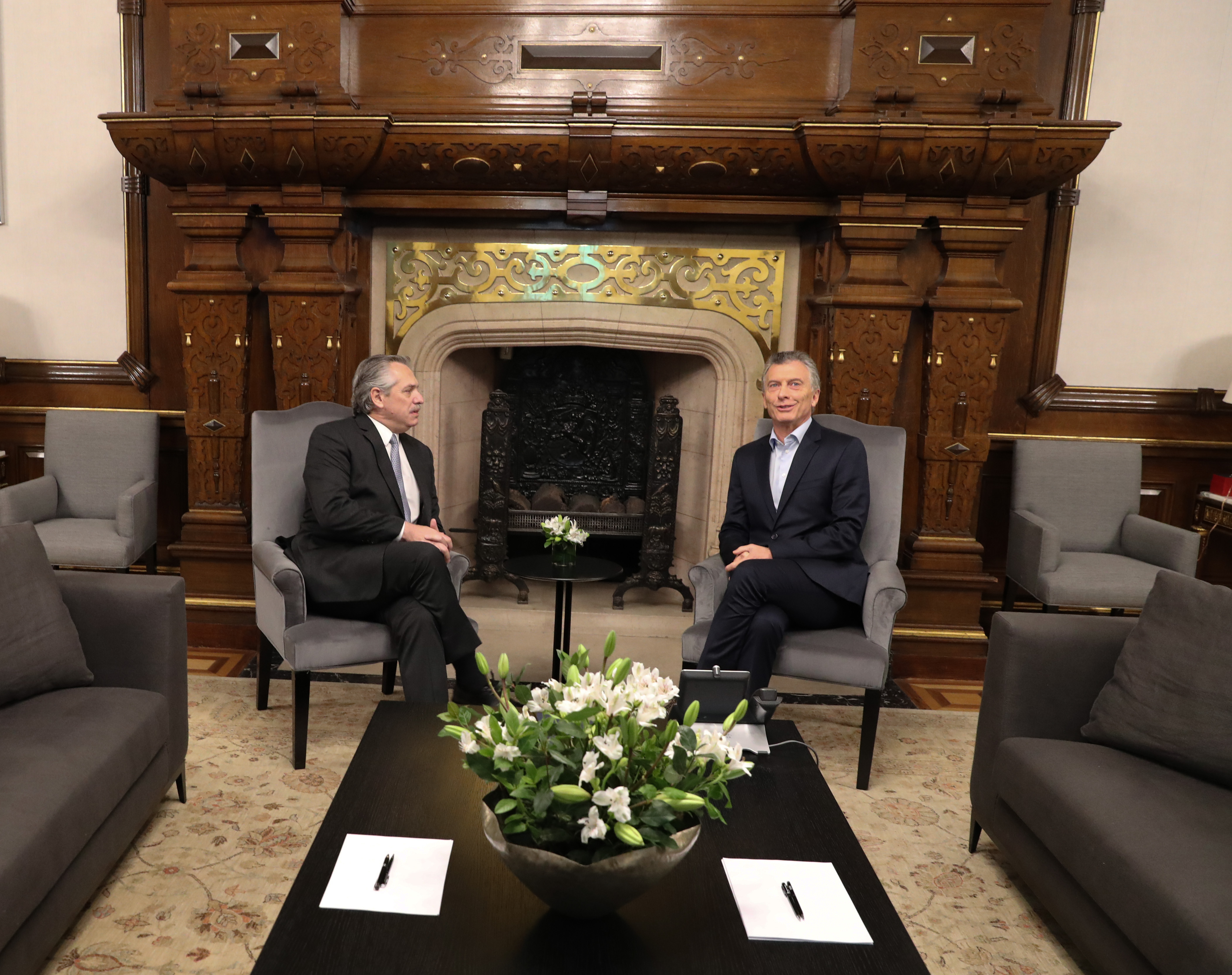
Alberto Fernández junto a Mauricio Macri en la Casa Rosada.

Al día siguiente de la elección, el presidente saliente Mauricio Macri invitó a Fernández a la Casa Rosada para dar inicio a la transición, donde tuvieron una reunión en la cual Fernández definió quienes coordinarán su equipo de transición: Santiago Cafiero, Eduardo de Pedro, Gustavo Béliz y Vilma Ibarra.
El 29 de octubre, Fernández participó del acto de reasunción de Juan Luis Manzur como gobernador de la provincia de Tucumán. El 1 de noviembre participó en la Universidad Nacional de Tres de Febrero de una charla sobre «Cultura, política y capitalismo tardío» junto al expresidente uruguayo Pepe Mujica. Al día siguiente viajó a México, donde estuvo una semana, para reunirse con el presidente Andrés Manuel López Obrador y el expresidente de Ecuador Rafael Correa. Además cenó con empresarios de ese país, entre ellos Carlos Slim, en la búsqueda de mejorar el intercambio comercial con ese país. Ese mismo día mantuvo una conversación telefónica con el presidente de los Estados Unidos, Donald Trump, quien lo felicitó por su triunfo electoral y le prometió ayuda en las gestiones ante el Fondo Monetario Internacional.
El 8 de noviembre Fernández visitó la sede de la Confederación General del Trabajo, donde realizó un homenaje a los sindicalistas Saúl Ubaldini y José Ignacio Rucci. El 9 de noviembre inauguró el segundo encuentro del Grupo de Puebla, en Buenos Aires, donde manifestó su felicidad por la liberación de Lula da Silva, a quien lo había visitado en prisión en julio de 2019, y su intención de colaborar por la paz en el país vecino de Chile, debido a las protestas sufridas desde el mes de octubre.
El 11 de noviembre tras la renuncia de Evo Morales a la presidencia de Bolivia, Fernández denunció un golpe de Estado contra el exmandatario y mantuvo una conversación telefónica con el entonces presidente Macri donde le solicitó otorgarle asilo a exfuncionarios del gobierno de Morales.
El 13 de noviembre, el Congreso en Asamblea Legislativa reconoció los resultados definitivos de las elecciones y proclamó electos presidente y vicepresidenta a la fórmula Fernández-Fernández. El 14 de noviembre, Fernández visitó Montevideo para reunirse con el entonces presidente Tabaré Vázquez y con el candidato oficialista Daniel Martínez, a quien manifestó su apoyo para las elecciones presidenciales. Al día siguiente regresó a Buenos Aires donde presidió la primera reunión del Consejo Federal Argentina contra el Hambre junto a su coordinador Daniel Arroyo, el conductor de televisión Marcelo Tinelli, la abuela de Plaza de Mayo Estela de Carlotto y organizaciones sociales.
El 6 de diciembre, Fernández presentó a su gabinete que lo acompañaría en la primera etapa de su gobierno: Santiago Cafiero (jefe de Gabinete), Felipe Solá (Canciller), Eduardo de Pedro (Interior), Martín Guzmán (Economía), Luis Basterra (Agricultura), Juan Cabandié (Ambiente), Roberto Salvarezza (Ciencia), Tristán Bauer (Cultura), Agustín Rossi (Defensa), Matías Kulfas (Producción), Daniel Arroyo (Desarrollo Social), María Eugenia Bielsa (Vivienda), Nicolás Trotta (Educación), Marcela Losardo (Justicia), Elizabeth Gómez Alcorta (Equidad), Gabriel Katopodis (Obras Públicas), Ginés González García (Salud), Sabina Frederic (Seguridad), Claudio Moroni (Trabajo), Mario Meoni (Transporte) y Matías Lammens (Deportes). El 8 de diciembre, Fernández y Mauricio Macri presenciaron una «misa por la unidad y la paz» convocada por la Conferencia Episcopal Argentina en la basílica de Luján, con motivo del día de la Inmaculada Concepción de la Virgen María.

## Asunción

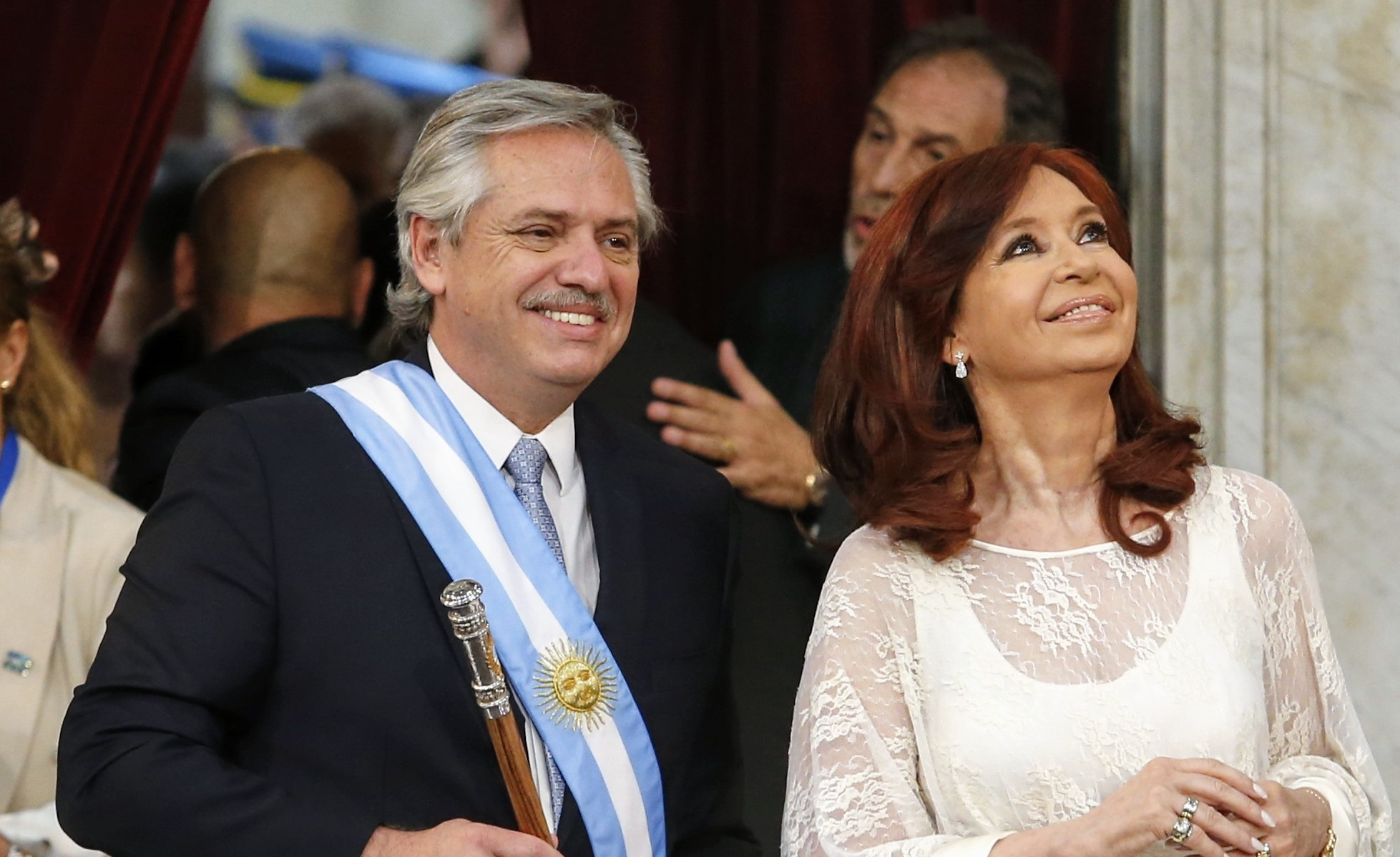
Fernández, en su Asunción Presidencial, junto a la Vicepresidenta entrante, Cristina Fernández de Kirchner

El 10 de diciembre a las 11:57 hora argentina, Alberto Fernández juramentó su cargo como presidente de la Nación Argentina, en el recinto de la Cámara de Diputados de la Nación:

Yo, Alberto Ángel Fernández, juro por Dios, la Patria, y sobre estos Santos Evangelios, desempeñar con lealtad y patriotismo el cargo de presidente de la Nación, y observar y hacer observar fielmente la Constitución de la Nación Argentina. Si así no lo hiciere, Dios y la Patria me lo demanden.
Alberto Fernández

Posteriormente recibió de manos del presidente saliente Mauricio Macri el bastón y la banda presidencial. Tras la jura, el presidente brindó un discurso de una hora de duración, donde convocó a «la unidad de todos los argentinos en pos de la construcción de un contrato de ciudadanía social para superar el odio, el hambre y el despilfarro» y mencionó que «arreglar los problemas económicos va a llevar un tiempo».

## Gabinete de Ministros

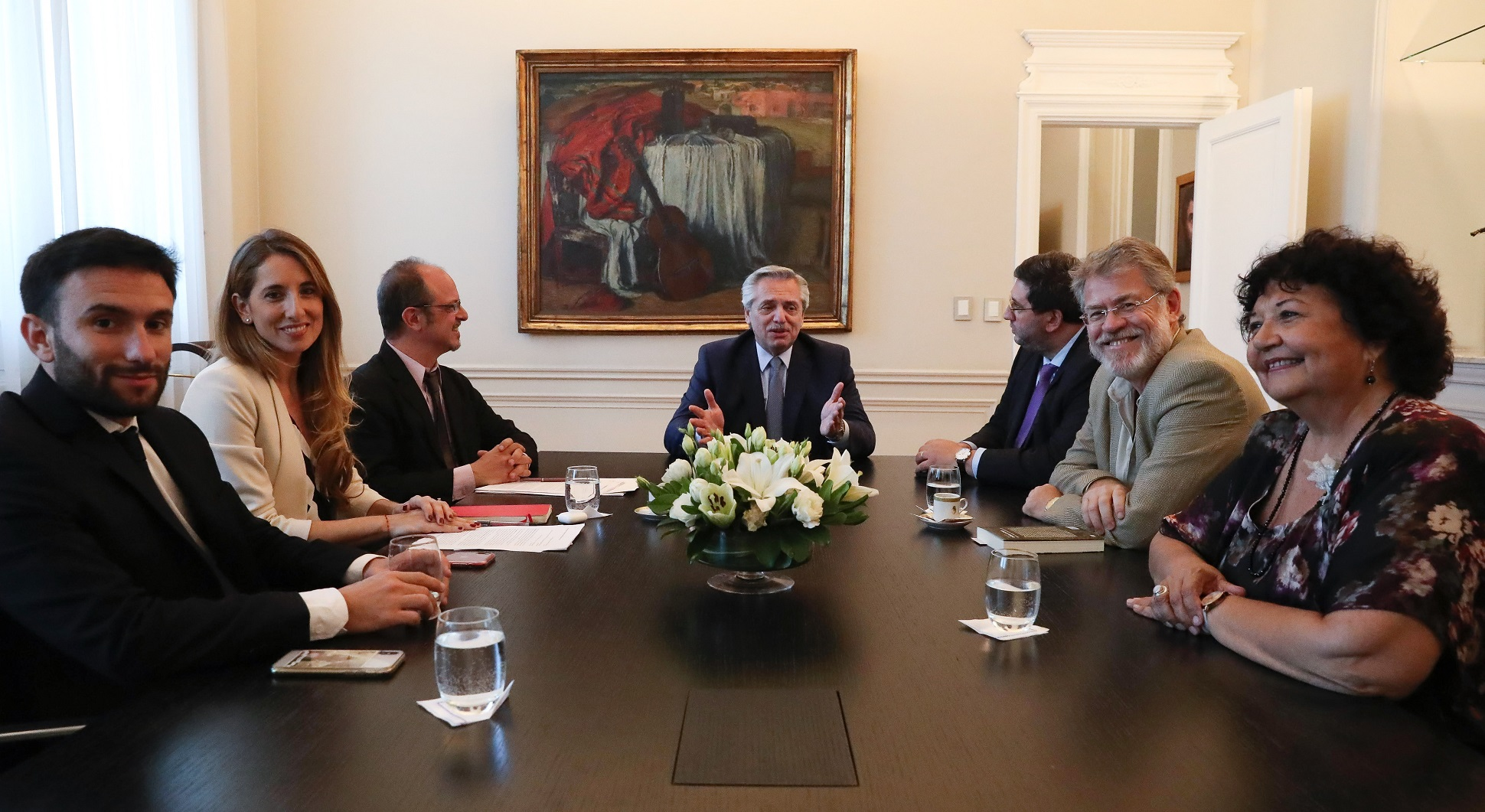
El presidente Fernández con su Consejo de Asesores.

Cuatro días antes de asumir la presidencia, Fernández anunció a los ministros que lo acompañarían en su gestión, a quienes les tomó juramento el 10 de diciembre de ese mismo año. El primer día el presidente creó dos nuevos ministerios: el Ministerio de las Mujeres, Géneros y Diversidad y el Ministerio de Desarrollo Territorial y Hábitat, además de devolverle la categoría a otros que habían sido rebajados a secretarías durante el gobierno de Mauricio Macri.  
Fernández definió a su vez su Consejo de Asesores, un equipo de académicos que «trabajarán para generar contenido político aportando una mirada sobre la sociedad y el estado de su gestión», integrado por el jefe de Asesores Presidenciales Juan Manuel Olmos, la socióloga Dora Barrancos, la politóloga Cecilia Nicolini, el antropólogo Alejandro Grimson y el filósofo Ricardo Forster.

## Política económica
| Año             | Cifra | Diferencia | Ref |  |
| --------------- | ----- | ---------- | --- |  |
| 2020            | 42,0% | +6,5%      |     |  |
| 2021            | 37,5% | -4,5%      |     |  |
| 2022            | 39,2% | +1,7%      |     |  |
| 2023            | 41,7% | +2,5%      |     |  |
| Total acumulado |       | +6,2%      |     |  |

| Año             | Cifra | Diferencia | Ref |  |
| --------------- | ----- | ---------- | --- |  |
| 2020            | 9,9%  | -7,9%      |     |  |
| 2021            | 10,3% | +20,2%     |     |  |
| 2022            | 5,2%  | -5,5%      |     |  |
| 2023            | -2,5% | -7,7%      |     |  |
| Total acumulado |       | +2,7%      |     |  |

| Año  | Evolución del PBI | Inflación | Pobreza |
| ---- | ----------------- | --------- | ------- |
| 2020 | −9,9%             | 36,1%     | 42%     |
| 2021 | 10,3%             | 50,9%     | 37,3%   |
| 2022 | 5,2%              | 94,8%     | 39,2%   |
| 2023 | 2,5               | 211,4%    | 41,7%   |

Fernández nombró en el ministerio de Economía al joven economista Martín Guzmán. La primera medida del equipo económico fue enviar al congreso el proyecto de «ley de Solidaridad y Reactivación Productiva», que fue aprobado el 21 de diciembre. El 17 de diciembre se firmó la suspensión provisoria del Consenso Fiscal 2017 que habían firmado los gobernadores con el gobierno nacional y que obligaba a los gobiernos provinciales a reducir impuestos durante 2020. En enero el gobierno anuncia el comienzo de las negociaciones para reestructurar los vencimientos de deuda, llegándose a un acuerdo con los acreedores a fines de agosto.
El 15 de enero, el INDEC publicó la inflación del mes de diciembre de 2019, que fue del 3,7 %, cerrando el año 2019 con una inflación acumulada del 53,8 %. El 13 de febrero, el INDEC dio a conocer el índice de precios al consumidor (IPC) del mes de enero de 2020, que fue del 2,3 %, el menor valor desde julio de 2019 cuando fue del 2,2 %, esto debido a la implementación del programa Precios Cuidados, el no aumento en las cuotas de la medicina prepaga y en combustibles y el congelamiento de los precios de los medicamentos, de tarifas de servicios públicos y del transporte. El 12 de marzo, el IPC de febrero fue del 2 %, la menor en dos años, pero los alimentos y bebidas crecieron más que el promedio, con 2,7 %.
En marzo de 2023 la inflación interanual superó el 100% por primera vez desde 1990.

### Renegociación de la deuda externa
En enero de 2020, Guzmán anunció el envío de un proyecto de ley al congreso para la reestructuración de la deuda externa del país. En febrero el FMI apoyó la propuesto de Guzmán, emitiendo un documento donde señalaron que la deuda era «insostenible» y pedían a los acreedores una quita «apreciable».

### Emergencia económica y social
El proyecto de ley enviado por el ejecutivo consta de 88 artículos que faculta al Poder Ejecutivo a declarar la emergencia pública en materia económica, financiera, fiscal, administrativa, previsional, tarifaria, energética, sanitaria y social hasta el 31 de diciembre de 2020. El proyecto fue convertido en la ley N.º 27541. Luego, con los decretos 1042/2020 y 12/2022, se prorrogó la ley hasta el 31 de diciembre de 2022. El ministro Guzmán explicó que la ley contenía una serie de medidas para lograr un «programa macroeconómico consistente» y proteger «a los argentinos en condiciones de vulnerabilidad».
En temas impositivos la ley creó un nuevo tributo, llamado «Impuesto para una Argentina Inclusiva y Solidaria» (PAIS), que impone una alícuota del 30% sobre la compra de dólares estadounidenses. Quedan exceptuados de este impuesto el pago de servicios de salud, medicamentos, el uso de plataforma educativas y la compra de libros. El 67% de lo recaudado se destinará al financiamiento de los programas de la ANSES, el 30% a infraestructura económica y vivienda social y el 3% restante a un fondo solidario de competitividad agroindustrial. Además se fija un aumento del impuesto a los bienes personales y se faculta al Ejecutivo a cobrar el doble a tenencias radicadas en el exterior. y nuevos topes para las retenciones a la exportaciones, que pasan de 30% a 33% para soja y de 12% a 15% para trigo y maíz. Para los sectores de bajos recursos se dispuso una devolución del IVA a las compras con tarjeta de débito de hasta 700$. Se elimina el impuesto a la renta financiera a los ahorros en pesos.
En el área productiva se creó un plan de regularización de deudas para las pequeñas y medianas empresas, que permite pagar en 120 cuotas con quita en las multas e intereses.
En temas sociales se autorizó al Poder Ejecutivo a congelar las tarifas de electricidad y gas y llevar adelante una revisión del cuadro tarifario. A su vez se intervinieron los entes reguladores de electricidad y del gas por un año.
La ley suspende la movilidad jubilatoria aprobada en 2017 por 180 días. El Ejecutivo dará dos aumentos discrecionales durante ese período mientras se elabora una nueva ley de movilidad. El gobierno anunció un bono de 5000$ en enero y febrero para jubilados que ganen la mínima.

### Comercio interior
El 31 de diciembre venció los decretos 567/2019 y 602/2019 de eliminación del impuesto al Valor Agregado a 13 alimentos de la canasta básica establecidos por el gobierno de Mauricio Macri en agosto de 2019 tras perder las elecciones primarias. Esto provocaba la restitución del impuesto del 21% en los precios. A partir de esto, el gobierno decidió no prorrogar el beneficio y negoció con las principales cadenas de supermercados un incremento del 7% en los valores de los alimentos, a aplicarse a partir del 2 de enero de 2020.
El 7 de enero, el gobierno relanzó el programa Precios Cuidados, que reemplaza la entonces lista de 550 artículos por una lista de 312 productos de primera marca con una reducción del 8% en sus precios, en un acuerdo con empresas y supermercados.
En febrero se aprobó la ley de góndolas con el propósito de potenciar la competencia. Establece que una misma marca no podrá superar el 30% del espacio disponible en la góndola que comparte con productos de similares características para así frenar conductas monopólicas y favorecer la competencia y la participación de pymes.

### Quita de coparticipación a la ciudad de Buenos Aires
El 9 de enero, el gobierno anunció que analiza una quita de la coparticipación federal de impuestos a la ciudad de Buenos Aires de al menos un punto, equivalente a más de $30 mil millones de pesos argentinos, al retrotraer el aumento otorgado por el gobierno de Mauricio Macri a través de un Decreto en 2016, que pasó del 1,4% al 3,75% para financiar el traspaso de parte de la policía Federal al ámbito de la ciudad, y que posteriormente se redujo a 3,5% tras la firma del Consenso Fiscal 2017 con las 24 jurisdicciones.
La medida ya fue analizada durante la campaña presidencial de 2019, luego del primer debate, cuando Fernández cuestionó la desproporción de la distribución al afirmar que «el presupuesto de parques y plazas de la Capital es igual al presupuesto de todo el municipio de La Matanza». A través de la redes sociales, dirigentes opositores manifestaron su rechazo, entre ellos la exministra Patricia Bullrich que afirmó «cambiar las reglas de juego es una clara extorsión» y el legislador Gabriel Solano que dijo «el objetivo no será favorecer al interior, sino hacer un nuevo ajuste para pagar la deuda».
Al respecto, el jefe de Gobierno porteño Horacio Rodríguez Larreta ratificó su «vocación de mantener el diálogo con el gobierno nacional» y que «su responsabilidad es garantizar el buen funcionamiento de la ciudad», mientras que el presidente Fernández afirmó que «está todo bien con la ciudad, estamos conversando. Todos saben que tenemos que ajustar y ordenar cuentas, y vamos a trabajar juntos». Posteriormente el jefe de Gabinete Santiago Cafiero afirmó que «no se ha tomado aún la decisión» y que a la ciudad «se les dio un privilegio apenas se inició el gobierno de Macri. Y eso es cuestionable, porque es un privilegio a la ciudad más rica del país».
El 16 de febrero, el gobierno, mediante el Decreto 145/2020, derogó el Decreto 740/19 que facultó a la Agencia de Administración de Bienes del Estado  (AABE) a otorgar bienes inmuebles del Estado nacional «a fin de cancelar deudas y/o afrontar compromisos de asistencia económico financiera y/o extinguir cualquier otra obligación pecuniaria que haya asumido el Estado nacional con las provincias y la Ciudad de Buenos Aires», y ordenó a la AABE la revisión de todas las operaciones realizadas entre el 10 de diciembre de 2015 y el 10 de diciembre de 2019 que implicaron la cesión de inmuebles y terrenos a la Ciudad de Buenos Aires, ante la detección de «vicios que puedan implicar su nulidad», así como «eventuales hechos o actos ilícitos». El gobierno de la Ciudad defendió la cesión de inmuebles al distrito ya que «no hay nada que haya sido un invento de los últimos meses. Están los expedientes administrativos de todas las cesiones, son procesos muy largos que en algunos casos terminaron muy sobre la fecha de entrega del poder».
El 9 de septiembre el presidente anunció que el gobierno nacional le quitará un punto de coparticipación a la ciudad de Buenos Aires para destinarlo a pagar el aumento salarial de la Policía de la Provincia de Buenos Aires que se encontraba en medio de un paro de actividades. retrotrayendo el aumento a la CABA que había establecido por Decreto el expresidente Mauricio Macri.

## Política de energía
El Poder Ejecutivo asignó la administración del área de la energía, minería y combustibles al Ministerio de Desarrollo Productivo, a cargo del economista Matías Kulfas.
El 29 de diciembre de 2019 la empresa estatal de hidrocarburos YPF aumentó el precio del combustible en un 5 %. En mayo de 2021 aumentó en un 6 % y sumó para entonces un total de doce aumentos; y en junio de 2022 el precio nuevamente aumentó, esta vez en un 13,5 %.
En noviembre de 2020 el Poder Ejecutivo declaró de interés nacional la producción del gas natural y aprobó el «Plan de Promoción de la Producción del Gas Natural Argentino-Esquema Oferta y Demanda 2020-2024».
En mayo de 2022 surgió una crisis por escasez de gasoil (o diésel); y, para el 6 de junio, diecinueve de las veintitrés provincias permanecían con la falta de este combustible.
El gobierno proyecta la construcción del gasoducto Presidente Néstor Kirchner. Este proyecto fue declarado de interés público nacional por la Secretaría de Energía el 7 de febrero de 2022. El 3 de junio el gobierno abrió una licitación pública para la construcción del gasoducto, cuyo trayecto uniría el sitio de Tratayén (provincia de Neuquén) con San Jerónimo (provincia de Santa Fe), pasando por las provincias de Río Negro, La Pampa y Buenos Aires.
En junio el Poder Ejecutivo, por intermedio de ENRE y ENARGAS, aumentó la tarifa de la energía eléctrica en un 16,5 %; y la tarifa del gas natural entre 18 % y 25 %. También implementó una «segmentación» de las tarifas según los niveles de ingresos de los usuarios. El ministro de Economía Guzmán argumentó que el régimen de subsidios era «pro-rico» ya que beneficiaba de forma igualitaria a todos los usuarios.
Paralelamente, el 4 de junio Fernández solicitó a Kulfas la renuncia a su cargo de ministro. En el medio surgió un escándalo por la licitación del gasoducto Presidente Néstor Kirchner. El 6 de junio Kulfas presentó su carta de renuncia (de catorce hojas). Su reemplazante es el exgobernador de la provincia de Buenos Aires Daniel Scioli.

## Política social
El licenciado Daniel Arroyo fue designado por Férnandez al frente del Ministerio de Desarrollo Social. Durante la campaña era frecuentemente nombrado como el referente en temas sociales del espacio y en octubre fue designado al frente del plan Argentina contra el hambre, el más importante de los planes del área social impulsados por Fernández.
El 23 de diciembre la Administración Nacional de la Seguridad Social (ANSES) anunció la reducción de la tasa de los créditos que otorga del 42% al 31%, y que quienes hayan solicitado un préstamo no pagarán las cuotas de enero, febrero y marzo de 2020.
El 27 de diciembre mediante el Decreto 73/2019 se estableció un bono de 10000 pesos en dos cuotas mensuales para los jubilados que cobren la pensión mínima, y de 2000 pesos para los beneficiarios de la Asignación Universal por Hijo.
Unos días después de asumir el gobierno lanzan la Tarjeta Alimentar que entrega 4000 pesos por mes a beneficiarios de la Asignación Universal por Hijo para la compra de alimentos.
En abril del 2020 se conoció que el gobierno había comprado alimentos con sobreprecios. Luego del escándalo, el gobierno despidió a 15 funcionarios del ministerio de desarrollo social.

### Asistencia social durante la pandemia
Socioeconómicamente, la estrategia central buscó preservar y garantizar el acceso de toda la población a los alimentos y servicios esenciales (energía, comunicaciones, asistencia médico-farmacólogica, seguridad y transporte esencial), así como evitar los despidos y asistir a las empresas. A tal fin las principales medidas fueron:
- Prohibición de despidos y suspensiones unilaterales por 120 días;[117]
- El programa de Asistencia de Emergencia al Trabajo y la Producción (ATP) por el cual el Estado nacional abonó la mitad de los salarios del personal en actividad o suspendido por fuerza mayor consensuadamente con el trabajador o el sindicato (art. 223 bis Ley de Contrato de Trabajo). Los ATP sumaron $141 mil millones entre abril, mayo y junio (0,54 % del PBI);[118]
- Ingreso Familiar de Emergencia (IFE)[119] de $10.000 (150 dólares aprox.) para trabajadores informales y monotributistas sin ingresos. El IFE se suma a la ya existente Asignación Universal por Hijo (AUH), de unos $3000 (unos 50 dólares) para los sectores con ingresos familiares menores a $50.000 por mes (unos 750 dólares).[120] El IFE fue recibido durante dos meses por 8.839.04 de personas, algo menos de la mitad de la población económicamente activa, con un costo fiscal de $176.781 millones (U$S 2500 millones) equivalente al 0,7% del PBI, luego se redujo a los centros urbanos que se mantuvieron en aislamiento.[118]
- Créditos a tasa cero. Se abrió una amplia línea de créditos a tasa cero para trabajadores autónomos;[118]
- Créditos con tasas subsidiadas, moratorias, exenciones impositivas, etc.[121]

### Plan Argentina contra el hambre
El 7 de octubre de 2019, mientras aun se desarrollaba la campaña electoral que lo llevaría a la presidencia, Alberto Fernández presentó el plan Argentina contra el hambre. En su presentación dijo:

Es una batalla que debemos dar como sociedad, no es una batalla de un presidente o partido político. Que nos conmueva la vergüenza de ver la miseria al lado nuestro. Un chico mal alimentado es un chico que no va a desarrollar bien su capacidad. Y es un chico sin futuro.
Alberto Fernández

Fernández designó a Arroyo al frente del plan, quien dijo que los ejes serán "la baja de precios a la canasta básica, la entrega de una Tarjeta Alimentaria para los sectores más vulnerables, acuerdos intersectorales, políticas alimentarias acordadas con cada provincia e infraestructura". El plan sería coordinado por un Consejo Federal integrado por universidades, sindicatos, empresas, iglesias y organizaciones sociales.
En noviembre se reunió informalmente el Consejo con la participación de personalidades como Sonia Alesso (CTERA), Héctor Daer (CGT), Estela de Carlotto (Abuelas de Plaza de Mayo), Marcelo Tinelli (conductor de TV), Adolfo Pérez Esquivel (premio Nobel de la Paz), Daniel Funes de Rioja (COPAL), Dardo Chiesa (CRA) y Carlos Achetoni (Federación Agraria). Allí se presentaron los ejes del plan:
- Acceso a la canasta básica de alimentos, con el regreso del programa Precios Cuidados y una red de productores locales de productos frescos
- Devolución del IVA a familias vulnerables
- Sanción de una ley de góndolas
- Creación del Programa Nacional de Seguridad Alimentaria
- Creación del Fondo Federal de Alimentación y Nutrición
- Compra por parte del estado a pequeños productores y a la agricultura familiar

En su mensaje de asunción el 10 de diciembre de 2019 reafirmó la idea del plan y agregó que los fondos reservados que el gobierno anterior había asignado a la AFI serán reasignados al Plan contra el Hambre en Argentina.
El 20 de diciembre el presidente Alberto Fernández y el ministro de Desarrollo Social Daniel Arroyo asistieron a la primera reunión del Consejo Federal Argentina contra el Hambre, donde afirmó que «este plan no es el plan del gobierno, es el plan de la Argentina» y exhortó a los argentinos «a ponerse a trabajar e involucrarse todos, no importa de dónde vienen ni cómo piensan» en la lucha contra el hambre, y estableció la entrega de una tarjeta alimentaria con hasta $6000 pesos mensuales para toda familia con hijos menores de seis años.
El programa resultó ser un fracaso, debido a que los indicadores de pobreza e indigencia empeoraron durante su implementación en la Presidencia de Fernández, sumado al contexto inflacionario que desplomó el consumo interno y encareció el precio de los productos de la Canasta básica.

## Política en salud
En el Ministerio de Salud fue designado Ginés González García quien había ocupado el mismo cargo durante el gobierno de Néstor Kirchner. Al asumir declaró que los ejes de su gestión serían: "equidad, calidad, acceso y jerarquización de las trabajadoras y los trabajadores".
El 7 de enero, el Ministerio de Salud dispuso la intervención del hospital Posadas durante 180 días para «garantizar su funcionamiento» debido a la acefalía en su dirección tras la renuncia de sus autoridades. El año 2020 cerró con 42% de personas pobres y 10% de personas indigentes, representando un aumento del 20% y 25% respectivamente contra el año 2019, el cual terminó con 35% de pobreza y 8% de indigencia. Hasta octubre del 2021, hubo un total de 115 mil muertos en la Argentina por la enfermedad del coronavirus.

### Proyecto de ley de Interrupción Voluntaria del Embarazo
El 14 de diciembre por resolución 1/2019 del Ministerio de Salud, dispuso la actualización del protocolo de Interrupción Legal del Embarazo. El 31 de diciembre, en una entrevista con Radio Continental, el presidente Alberto Fernández anunció que enviará un proyecto de ley en 2020 para discutir la legalización del aborto, ratificó su apoyo a su aprobación, y mostró sus deseos de que haya «un debate sensato. Es un problema muy serio donde las mujeres se mueren. Y yo no quiero que se muera más nadie y no quiero hacerme el distraído. Quiero que lo tratemos con otra lógica».
El 5 de febrero de 2020, el presidente Alberto Fernández brindó una conferencia de prensa en París, Francia, donde ratificó que enviará «una ley que termine con la penalización del aborto y que permita la atención de cualquier aborto en los centros de salud pública», y se refirió a la problemática que en Argentina «el aborto es un delito. Es un extraño delito porque casi nunca se condena a una mujer por aborto. El problema es que todo aborto se vuelve clandestino y, en la clandestinidad, el riesgo de vida y de salud de la mujer se potencia», y afirmó «lo que no podemos poner en riesgo es la salud de la mujer que decide abortar. Yo no vivo en paz con mi conciencia sabiendo que una mujer, tal vez, necesita practicarse un aborto y no tiene las condiciones de asepsia donde la atienden. Ni tiene para pagar ese aborto y termina en manos de un curandero que con una aguja la termina lastimando y, a veces, matando».
Además, promoverá el programa plan de los mil días, para garantizar asistencia estatal para las mujeres de bajos recursos, desde el inicio del embarazo hasta los dos años de vida del niño en gestación, que incluye la Asignación Universal por Hijo, ayuda alimentaria y vestimenta para el niño. En consonancia con esto, el jefe de Gabinete Santiago Cafiero sostuvo que «es necesario avanzar en la despenalización y después en la legalización» y que «nosotros no vamos a obligar a que las mujeres se hagan abortos. Lo que haremos es cuidar a las mamás de la condición social que sean». La ministra Elizabeth Gómez Alcorta afirmó que «se está trabajando en un proyecto de legalización» y que «es decisión del presidente» cuándo se presentará la iniciativa.
El 6 de febrero, la Comisión Ejecutiva de la Conferencia Episcopal Argentina convocó para el 8 de marzo, Día Internacional de la Mujer, a una misa por la vida frente a la basílica de Luján, en rechazo del proyecto para despenalizar el aborto, donde se pedirá «por la protección de la vida humana desde la concepción hasta la muerte natural», bajo el lema «sí a las mujeres; sí a la vida».
El 19 de febrero, Día de Acción Global por un aborto legal y seguro, se realizó por tercer año consecutivo la Campaña Nacional por el Derecho al Aborto en más de 100 ciudades de todo el país y cuya marcha principal fue frente al Congreso bajo el lema «vamos todos a la calle, que el aborto sea legal en todas partes» con un «pañuelazo federal por el aborto legal, seguro y gratuito».
El 20 de febrero, en una entrevista a Radio La Red, el ministro de Salud Ginés González García mencionó la posibilidad de que el poder Ejecutivo envíe dos proyectos, uno para el aborto y otro para la protección de la mujer durante el embarazo, e incluir en el proyecto sobre el aborto la objeción de conciencia «siempre y cuando se garantice que se cumpla el caso, se contemplará. Una institución religiosa, no necesariamente católica, se puede negar» y agregó que el proyecto «tiene que ser una iniciativa más que equilibrada» porque «hay que preservar la cuestión de fondo: que deje de ser un delito, que haya un acceso igualitario y sin las víctimas».
En su discurso de apertura de sesiones ordinarias del Congreso, el presidente Alberto Fernández se refirió al rol del Estado en relación con el aborto, «debe acompañar a todas las mujeres para que estos procesos se desarrollen accediendo plenamente al sistema de salud» y que «toda sociedad necesita respetar la decisión individual de sus miembros a disponer libremente de sus cuerpos», manifestó que «desde 1921, la Argentina penaliza la interrupción voluntaria del embarazo en la mayoría de las situaciones. Cien años después, la jurisprudencia da cuenta de lo ineficaz que resulta la norma desde un criterio preventivo»; y anunció que «en los próximos diez días» presentará un proyecto de ley de Interrupción Voluntaria del Embarazo «que legalice el aborto en el tiempo inicial del embarazo y permita a las mujeres acceder al sistema de salud cuando toman la decisión de abortar», el lanzamiento de un nuevo programa de educación sexual integral y prevención del embarazo no deseado, y del Plan de los mil días para «garantizar la salud y el cuidado de la mujer embarazada y de sus hijos en los primeros años de vida».
El arzobispo de La Plaza, monseñor Víctor Manuel Fernández, criticó las palabras del presidente, «me duele muchísimo que primero cite a Francisco y luego hable de hipocresía para referirse a los que defienden la vida desde la concepción». mientras que la exdiputada Elisa Carrió opinó sobre la elección de fechas para tratar el proyecto ya «que marzo y abril son meses sagrados para las religiones monoteístas: judaísmo, cristianismo y musulmanes. Que en esas fechas traten el tema del aborto es un horror. Y todo con la bendición de nuestro Papa Francisco». En tanto, el diputado radical y presidente del partido Alfredo Cornejo presentó una iniciativa para que se convoque a un referéndum sobre la cuestión del aborto y así la ciudadanía se exprese por sí o no a la interrupción voluntaria del embarazo y a la modificación de la ley de Educación Sexual Integral.
El 8 de marzo, la Conferencia Episcopal Argentina realizó una misa en Luján por el Día Internacional de la Mujer, y rechazó el proyecto para legalizar el aborto. Allí su presidente, monseñor Óscar Ojea, afirmó que «no es lícito eliminar ninguna vida humana, como afirma nuestra Constitución Nacional» porque  «la vida es el primer derecho y sin él no puede darse ninguno más», y pidió respeto al pensamiento de la Iglesia y de «millones de argentinos que, como enseña la ciencia médica, tienen la convicción de que hay una vida desde la concepción y que una persona distinta de su madre va desarrollándose en su seno» ya que «es injusto y doloroso llamarlos antiderechos o hipócritas». El arzobispo de la diócesis de Mercedes-Luján, Jorge Eduardo Scheinig, comentó que «la discusión que se va a encarar sobre el aborto no puede empezar de cero. Los debates que se hicieron en 2018 fueron genuinos, aportaron mucha información y hay que tenerlos en cuenta».
El 9 de marzo, una marcha multitudinaria se celebró desde la Plaza de Mayo hasta el Congreso para exigir el fin de los femicidios, la aprobación del proyecto de interrupción legal del embarazo y la igualdad en el trabajo. Una de las oradoras mencionó «en 2018, un puñado de senadores hizo que no salga nuestra ley» y pronosticó «en 2020, vamos a impedir que esto vuelva a suceder. Unidas y en las calles tenemos que conquistar que sea ley».
El 12 de marzo, el Gobierno de Alberto Fernández dispuso postergar el envío de la iniciativa debido a la pandemia de enfermedad por coronavirus. El 10 de agosto se volvió a postergar nuevamente. Estas postergaciones fueron criticadas por grupos feministas y de izquierda.
Finalmente, el 17 de noviembre de 2020 el presidente Fernández anunció el envío del Proyecto de Interrupción Voluntaria del Embarazo (IVE) a la Cámara de Diputados de la Nación Argentina, cámara que debatirá el proyecto el 10 de diciembre de 2020

### Brote de sarampión y dengue
A fines de enero de 2020, el país pasó a estar en riesgo de una epidemia de dengue, que afectaba al 80% del territorio de Paraguay, 200 casos en Bolivia y la mitad de los estados de Brasil se encontraban en estado de alerta, y que en 2019 hubo tres millones de infectados, de los cuales 3200 fueron en Argentina. El ministerio de Salud aún no informaba de la evolución local del dengue pero las provincias del norte reforzaban sus controles fronterizos. La mayoría de los casos eran importados, personas que volvieron de Paraguay.
El 23 de enero, en una recopilación del Diario La Nación, se confirmó la infección de 7 personas, que se suman a 35 en Misiones, 11 en Entre Ríos, dos en Jujuy, 6 en Formosa, 22 en la ciudad de Buenos Aires y 18 en la provincia de Buenos Aires.
El 13 de febrero, el Boletín Epidemiológico Semanal de la ciudad de Buenos Aires informó que, en lo que va del año, hay el triple de casos de dengue que en las primeras cinco semanas del 2019, llegando a 179 casos en 2020 contra 66 en 2019.
El 20 de febrero, se dio a conocer las primeras muertes por sarampión, de una mujer de 50 años, siendo la primera muerte por esa enfermedad desde 1998, y por dengue, de un hombre de 74 años, ambos residentes de la provincia de Buenos Aires. El ministro González García aseguró que «no hay problemas de vacunas contra el sarampión en la Argentina» y que «hay que acercarlas a la gente», y agregó que en ambos casos se trataban de pacientes «muy vulnerables».
El 27 de febrero el ministerio de Salud de la provincia de Buenos Aires confirmó la segunda muerte por dengue, una mujer de 69 años que había regresado de Paraguay el 21 de febrero. Además, informó que la provincia, desde enero, ya tiene 152 casos confirmados de dengue, de los cuales 117 son importados, pacientes que viajaron a Paraguay, Bolivia, Colombia y las provincias de Formosa, Misiones y Salta; y que desde septiembre de 2019, hay 118 casos de sarampión pero que en las últimas tres semanas de febrero no se reportaron nuevos casos.
En su discurso de apertura de las sesiones legislativas, el presidente Alberto Fernández señaló que el brote de sarampión es «un ejemplo para entender la gravedad del deterioro» del estado de situación del país. Según el Boletín Integrado de Vigilancia del 27 de febrero de 2020, desde agosto de 2019, se reportaron 4984 casos sospechosos, con 144 casos confirmados de sarampión y un fallecido. En el caso del dengue, hay 4089 casos sospechosos, de los cuales 748 son confirmados, y dos fallecidos.

### Pandemia de enfermedad por coronavirus de 2020
Para enfrentar la pandemia de COVID-19 en Argentina, como la mayoría de los países del mundo, adoptaron en llevar a cabo una serie de medidas sanitarias, económicas y sociales. La primera de ellas fue el Aislamiento Social Preventivo y Obligatorio. Debido a que Argentina es un país federal, las decisiones fueron consensuadas entre el Gobierno Nacional junto al Gobierno de la Provincia de Buenos Aires, el Gobierno de la Ciudad de Buenos Aires y el resto de los gobiernos provinciales. El enfoque de Argentina para enfrentar la pandemia se caracterizó por una cuarentena (aislamiento) temprana y estricta que abarcó todo el país durante 37 días, seguida de una flexibilización por regiones, que permitió levantar la cuarentena en la mayor parte del país, para establecer protocolos de distanciamiento, manteniéndola en las áreas de alto contagio. 
El primer caso confirmado de la pandemia de COVID-19 en Argentina se dio a conocer el 3 de marzo de 2020. El 7 de marzo, el Ministerio de Salud confirmó la primera muerte del país y de América Latina.
El 16 de marzo la Provincia de Tierra del Fuego, Antártida e Islas del Atlántico Sur fue la primera en decretar la cuarentena en su territorio. El 18 de marzo otras siete provincias decretaron la cuarentena. El Presidente de la Nación Alberto Fernández decretó la cuarentena en todo el territorio nacional a partir del 20 de marzo de 2020, manteniéndola en modo obligatorio hasta el 26 de abril. A partir de ese día cada provincia y la Ciudad de Buenos Aires, supervisadas por el Gobierno Nacional, quedaron facultadas para salir del aislamiento obligatorio, pero estableciendo diversos protocolos que garanticen el «distanciamiento» social. A lo largo de mayo, varias provincias (La Pampa, Formosa, Mendoza, Salta, San Juan) finalizaron la cuarentena para permitir reuniones familiares, sociales de hasta diez personas y hasta salidas recreativas en espacios públicos.
El 4 de junio el presidente Fernández anunció que 18 provincias habían finalizado la cuarentena sobre todo su territorio y estaban bajo un régimen de «distanciamiento» con protocolos sanitarios. Inicialmente, solo cuatro áreas urbanas mantuvieron el aislamiento: el Área Metropolitana de Buenos Aires (AMBA), el Departamento San Fernando de la Provincia del Chaco, el Departamento Rawson de la Provincia del Chubut y el Área Metropolitana Córdoba. Posteriormente, nuevos brotes obligaron a varias ciudades a volver al aislamiento.
El 29 de diciembre de 2020 comenzó la campaña de vacunación. Hasta el 22 de enero de 2024, 41.192.003 personas habían recibido una dosis, mientras que 38.102.120 personas recibieron dos dosis. Además, 34.384.977 personas recibieron una tercera dosis de refuerzo.

## Política laboral

### Política previsional
El 14 de febrero, en el marco de la suspensión de la movilidad jubilatoria, el presidente Alberto Fernández anunció un aumento a jubilados y pensionados del 2,3% más una suma fija de $1500 pesos a partir de marzo, siendo un incremento del 12,96% para los que perciben la jubilación mínima que pasaría de $14.068 pesos a $15.891 pesos. Además se aumentó un 13% la Asignación Universal por Hijo, que pasa de $2746 pesos a $3103 pesos, y se anunció el lanzamiento de un programa que garantiza la gratuidad de 170 medicamentos para afiliados del PAMI. Así, el 75% de los beneficiarios cobraba un mayor porcentaje que con la fórmula suspendida, que era del 11,56% para el trimestre marzo-abril-mayo para todos los beneficiarios, mientras que el 25% restante, que cobraba más de $16.250 pesos, recibía un aumento escalonado entre 3,8% y 9,8%. Fernández afirmó «nos dispusimos desde el primer día a mejorar la situación de los que peor estaban y es lo que hicimos y seguimos haciendo. Es atender en este caso la situación de los jubilados» y «cuando sacamos la ley de emergencia solidaria lo que nos decían era que habíamos congelado las jubilaciones. Y ustedes se dan cuenta de que nuestros jubilados han recibido en su inmensa mayoría un incremento sustancialmente superior al que les hubiera correspondido si hubiéramos aplicado la fórmula que nosotros derogamos».
Desde la oposición criticaron la medida, como el diputado radical Mario Negri que mencionó «Alberto Fernández prometió un aumento del 20% para todos los jubilados. Con el anuncio de hoy, sólo los que perciben una vez la mínima cobrarán un 12% más de lo que hubieran cobrado con la fórmula anterior, $ 191. El resto, entre el 15,5% y el 54.3% menos. Eso se llama ajuste», y el diputado Nicolás del Caño dijo que «entre los jubilados y los bancos, Fernández ya eligió. Los bancos!! todo lo contrario a lo que dijo en la campaña. Una estafa política». El Centro de Economía Política Argentina (CEPA) publicó un informe sobre El impacto del aumento de las jubilaciones en marzo de 2020 donde «el aumento implicaría una reducción del monto de jubilaciones agregadas de unos $5500 millones» por mes. El presidente Fernández cuestionó que desde los medios utilicen el informe de CEPA de forma sesgada «para poder imponer esa falsa idea del ajuste».

#### Jubilaciones de privilegio
El 27 de diciembre, el presidente Alberto Fernández anunció la extensión de las sesiones extraordinarias del Congreso hasta el 29 de febrero de 2020, donde incluyó un proyecto de ley para derogar las jubilaciones de privilegio en el Poder Judicial y el cuerpo diplomático.
El proyecto busca eliminar todos los beneficios de las jubilaciones de privilegio que cobran jueces y diplomáticos, para que pasen al régimen general que cobran los ministros y legisladores, y así pasarían a percibir una jubilación equivalente al 82% del promedio de los últimos diez años, cuando actualmente es el 82% de la remuneración del último cargo ocupado; aumenta la edad jubilatoria hasta los 65 años, y establece una contribución de parte del sueldo para financiar el PAMI. Las jubilaciones de privilegio abarcan actualmente a 8022 personas que perciben entre $235.000 y $335.000 pesos mensuales, diecisiete veces más que el valor de la jubilación mínima, de $14.067 pesos, lo que el Estado se ahorraría hasta 25 mil millones de pesos anuales.
La ministra de Justicia, Marcela Losardo defendió la reforma porque «se hace un promedio que luego se va a actualizar al momento de que se jubilan, por lo tanto a mí no me parece tan tremendo», a la vez que afirmó que «las jubilaciones de los jueces generan un déficit de $9.200 millones», mientras que el titular de la Administración Nacional de la Seguridad Social, Alejandro Vanoli, aseguró que «no son un capricho, no son contra el Poder Judicial», y que el proyecto busca «ir armonizando gradualmente estos regímenes especiales con el régimen general».
La Asociación Profesional del Cuerpo Permanente del Servicio Exterior envió una carta pública dirigida al canciller Felipe Solá donde se muestra dispuesta a «colaborar en la concreción de un sistema jubilatorio más equitativo que respete las particularidades de la carrera», aunque recordó que fue el presidente Juan Domingo Perón quien estableció que el Servicio Exterior tuviera un régimen previsional especial que «no constituye un privilegio», por estar afectados al desarraigo. La junta de Gobierno de la Federación Argentina de la Magistratura y la Función Judicial rechazó el proyecto que consideran «atenta contra la independencia judicial y otras garantías constitucionales». Luego de que se dio a conocer el proyecto, diez jueces y diez fiscales renunciaron a sus cargos.
Los presidentes de las Cámaras Nacionales y Federales de la República Argentina también rechazaron el proyecto, aunque entienden «la grave situación económica por la que atraviesa nuestro país», reclamaron no haber sido «convocados ni escuchados con antelación», mientras que la Cámara Nacional del Trabajo pidió la participación de «magistrados, funcionarios y sus organismos representativos» en la elaboración de un nuevo proyecto, y que la aplicación de un nuevo régimen provocará un estado de «incertidumbre» que se canalizará con renuncias, provocando «un vaciamiento» que afectará a la ciudadanía; a la vez que considera que las jubilaciones no son de privilegio ya que «posibilitan acceder a la jubilación con los recaudos de años de edad y años de servicio y aportes. En cambio, en los de privilegio, solo se requería ocupar un cargo político sin importar la edad de 10 años de antigüedad en el desempeño de ese cargo». La asociación Justicia Legítima, identificado con el kirchnerismo y presidida por la interventora de la AFI, Cristina Caamaño, reclamó que el proyecto debe ser discutido por los sectores involucrados y que no se trata de un régimen de privilegio, y sostuvieron «que es absurdo que los miembros del poder judicial no paguen impuestos a sus ingresos como todos los ciudadanos».
El 27 de febrero, la Cámara de Diputados de la Nación discutió el proyecto. Juntos por el Cambio no bajó al recinto luego de que se rompieran las negociaciones con el Gobierno para la inclusión de una cláusula transitoria en la que jueces y funcionarios judiciales actuales mantuvieran los beneficios aún sin haber iniciado el trámite. El Frente de Todos logró el quorum de 129 diputados a las 13 horas y se inició la sesión, con polémica por la presencia del embajador designado en Brasil y aún diputado nacional, Daniel Scioli. Su pliego fue aprobado por el Senado el 20 de febrero de 2020 pero aún el presidente Alberto Fernández no había firmado el Decreto de designación. El oficialismo argumentó que todavía el país vecino no aceptó aún las cartas credenciales y que por eso puede ejercer su cargo de diputado, mientras que la oposición abandonó la sesión. El diputado Mario Negri (UCR) afirmó «esto es una vergüenza. Lamentamos que los demás legisladores de la oposición sean cómplices de esta anomalía; si no se levanta la sesión nosotros nos vamos a retirar y vamos a judicializar esta situación». El presidente de la Cámara, Sergio Massa, aseguró que «hasta que el cuerpo haya aceptado la renuncia del diputado, el diputado sigue siendo diputado. Y este cuerpo no ha tratado la renuncia de Scioli», mientras que el diputado Scioli dijo que «a partir del 3 de marzo me hago formalmente cargo de la embajada. No ha sido publicado todavía el Decreto en el Boletín Oficial, que es a partir de ese momento cuando queda formalizado». Finalmente el proyecto obtuvo la media sanción, con 128 votos a favor, 2 abstenciones y 127 ausentes. El 5 de marzo, Scioli renunció a su banca de diputado. El 12 de marzo, el Senado aprobó la iniciativa con 41 votos a favor y 21 en contra.
El presidente Alberto Fernández defendió el proyecto al afirmar que «hay que entender que en la Argentina la jubilación promedio es de 24.000 pesos» por lo que «estos regímenes son insoportables: las jubilaciones de los jueces rondan los 300 mil pesos en promedio. Son un costo muy alto para el Estado», mencionó que «no es cierto que no hubo diálogo. Yo hablé con el presidente del Consejo de la Magistratura (Alberto Lugones) e incorporé cambios que pidieron. Los gremios también incluyeron modificaciones»; y sobre la reforma judicial argumentó que «la Justicia argentina necesita una revisión. Llegamos a un punto donde las cosas no están funcionando bien. Es un proyecto de reforma que trata de poner orden en el funcionamiento de la justicia que le corresponde al Estado nacional, que es la Justicia Federal».
El presidente de la Asociación de Magistrados y Funcionarios de la Justicia Nacional, Marcelo Gallo Tagle, lamentó la poca participación en el proyecto, de haber sido convocados a la reunión de comisión en la Cámara de Diputados «pero fue un trámite: no nos escucharon», y adelantó que van a judicializar la reforma «porque hay muchos avasallamientos». El ministro de Trabajo, Claudio Moroni aseguró que «esto no tiene ninguna intención de desguarnecer la administración de Justicia ni de expulsar a los jueces».

## Política en agricultura, ganadería y pesca

### Conflicto por las retenciones
El 15 de diciembre a través del Decreto 37/19 se dejó sin efecto el esquema de retenciones de 4 pesos por dólar exportado establecido por el gobierno de Mauricio Macri, comenzando a regir la alícuota de 12 % en los derechos de exportación, lo que elevó las retenciones a la soja del 24 % al 30 %, y del 6,7 % al 12 % en trigo y maíz. La medida generó rechazo dentro de las entidades del campo, y llevó a una reunión de emergencia de la Mesa de Enlace, que nuclea a la Sociedad Rural Argentina (SRA), Coninagro, la Federación Agraria (FAA) y Confederaciones Rurales Argentinas (CRA), quienes descartaron un paro sino reunirse con el gobierno para lograr un entendimiento, mientras que sociedades rurales del interior como la Confederación de Asociaciones Rurales de Buenos Aires y La Pampa, la Asociación Rural de Saliqueló y la Fundación Barbechando expresaron su rechazo y hubo asambleas en Armstrong, San Justo, Venado Tuerto, Crespo, Junín y Mercedes, donde decidieron esperar la decisión de la Mesa de Enlace. Al respecto, el presidente Alberto Fernández les solicitó al sector que «todos deben hacer un esfuerzo» y que «no estamos aumentando ninguna retención».
El 19 de diciembre, los productores del norte del país, nucleados en la Mesa de Enlace Regional NOA-NEA, decidieron un paro de comercialización de granos y hacienda de 48 horas en rechazo a la suba de retenciones, mientras que hubo protestas a los lados de las rutas nacionales 9, 34 y 38 en la provincia de Santa Fe. Durante la medida, el gobierno anunció la inclusión de un artículo en la ley de Solidaridad, que establece la suba del derecho de exportación del 30 al 33% para la soja y del 12 al 15% para el trigo y el maíz, para beneficiar a los pequeños productores y cooperativas.
El 22 de diciembre, el presidente Alberto Fernández y el ministro de Agricultura Luis Basterra se reunieron con la Mesa de Enlace, donde no se llegó a un acuerdo y llevaron una contrapropuesta de establecer un sistema de reintegros. A pesar del diálogo, el 27 de diciembre los productores eligieron una marcha de tractores como modo de protesta en las ciudades de Bell Ville y Rosario. El 3 de enero la Mesa de Enlace realizó una asamblea en la ciudad cordobesa de Río Cuarto donde ratificaron el estado de «alerta permanente» y que «agotarán las instancias de diálogo» con el gobierno.
El 17 de febrero, en una reunión de la Mesa de Enlace, Confederaciones Rurales Argentinas pidió una fecha para concretar un cese de comercialización, Coninagro definió que no es momento de un paro, la Federación Agraria Argentina consideró que «no es momento de medidas extremas» pero aclaró que «el gobierno no cumplió sus promesas de segmentación de retenciones», y el presidente de la Sociedad Rural, Daniel Pelegrina, rechazó cualquier intervención sobre el mercado de trigo porque «cada vez que intervinieron lograron el efecto opuesto al deseado. No terminan de entender que los productores no somos formadores de precios. No es por el lado de intervenir que van a lograr frenar el alza de precios». El 19 de febrero, la Mesa de Enlace se reunió en la sede de la CRA para definir si convocarían a un cese de comercialización, medida desestimada tras una comunicación telefónica con el ministro Basterra, quien los convocó a una reunión para el miércoles 26.
El domingo 23, el gobierno anunció que el presidente Fernández decidiría el aumento de tres puntos en las retenciones a la soja el día de la inauguración de las sesiones ordinarias, el 1 de marzo. El presidente de la Federación Agraria, Carlos Achetoni, advirtió que la medida «tensaría aún más» la relación entre el gobierno y las entidades, y afirmó que un paro «es una posibilidad».
El miércoles 26, el gobierno cerró el registro para inscribir exportaciones de granos, conocido como Declaraciones Juradas de Ventas al Exterior. Ese mismo día, el ministro Basterra y los integrantes de la Mesa de Enlace se reunieron, dejando en suspenso el aumento de tres puntos, que no se anunciaría en el discurso del presidente, y la Mesa de Enlace terminó postergando una medida de fuerza.
El viernes 28, el presidente Alberto Fernández se refirió a los reclamos al afirmar «yo les dije que no íbamos a tomar una medida sin consultarlos; por eso le pedí a (ministro de Agricultura) Luis Basterra que lleve adelante la reunión para discutir cómo seguir adelante», pidió comprensión a los sectores agrícolas porque «lo que el campo debe entender es la situación del país, donde el Fondo Monetario Internacional está diciendo que no estamos en capacidad de pagar nuestras deudas. No puede ser que a uno le pidan que supere el déficit fiscal, pero que nadie quiera aportar nada», y planteó que en los reclamos «hay una actitud de los empresarios del campo y veo otra cosa en los autoconvocados, que tienen una finalidad política. Como opositores tienen todo el derecho del mundo de manifestarse en contra, pero se tienen que presentarse como opositores. No es lo mismo que hable un presunto chacarero a que hable un militante encubierto. Eso está inducido por los dirigentes de Cambiemos y del PRO concretamente».
En un comunicado, la Red Nacional de Productores Autoconvocados señaló «nuestra lucha por terminar con la confiscación no tiene banderas políticas», recordaron que durante el gobierno de Mauricio Macri también emitieron declaraciones críticas por las retenciones, y fustigaron «no debemos dar explicaciones a nadie para luchar contra la confiscación, ya no de la renta sino de nuestro capital». Alejandro Dalmaso, de autoconvocados de Altos Fierro, dijo «nosotros no tenemos ninguna bandera política y basta con llegar a cualquier asamblea para ver que no hay banderas de ningún partido político, de ningún sector interviniendo en ninguna toma de decisiones».
En su discurso de apertura de sesiones ordinarias del Congreso, el presidente Alberto Fernández anunció la intención de incrementar las retenciones a la soja, del 30% al 33%. Al mismo tiempo, cerca de 100 productores agropecuarios de San Pedro, Baradero, Zárate, San Antonio de Areco, Lobos, Navarro y Exaltación de la Cruz, realizaron una asamblea en la ciudad de San Pedro y pidieron a la Mesa de Enlace un cese de comercialización de granos por 15 días y la suspensión del pago de impuestos. El 3 de marzo, el ministro Basterra se reunió con la Mesa de Enlace y anunció la decisión del Gobierno de aumentar las retenciones a las exportaciones de soja, medida oficializada el 5 de marzo en el Boletín Oficial.
En respuesta, los dirigentes de la Mesa de Enlace convocaron a un cese de comercialización de granos y hacienda por 96 horas, entre el lunes 9 y el jueves 12 de marzo. El presidente de la Sociedad Rural, Daniel Pelegrina, justificó la medida porque «los productores no estamos en condiciones de seguir asumiendo más carga tributaria, que se suma a una presión impositiva ya de por sí asfixiante. Esta presión creciente compromete seriamente la actividad de pueblos y ciudades del interior, poniendo en jaque a innumerables pymes agropecuarias, comerciales e industriales de todo el país y destruyendo empleo directo e indirecto». En tanto, Confederaciones Rurales Argentinas mencionó que «la respuesta de los gobernantes sigue siendo la misma, frente a su incapacidad de solucionar los temas estructurales, y se repite en nuestra historia como si obedeciese a leyes naturales. Retenciones, derechos de exportación, en definitiva, más impuestos». El titular de la Confederación de Asociaciones Rurales de Buenos Aires y La Pampa, Matías de Velazco, señaló que durante el paro «se va evitar vender lo que es hacienda gorda y grano, y el viernes (13 de marzo) se normalizará la comercialización» y que «va a haber un alto acatamiento porque el campo está enojado» porque «no son los tres puntos de la soja. Es por la presión impositiva que sufre el campo y el sector privado. Todo el sector político tiene que entender que tienen que parar la mano con los impuestos y dejar de seguir exprimiendo al sector privado. Nunca achican el Estado y cada vez es más caro de mantener».
Tras el anuncio del paro, el presidente Fernández decidió dar por terminada la negociación con la Mesa de Enlace, y afirmó «ellos saben que tenemos razón, este tema está terminado». El senador Oscar Parrili señaló «qué raro que el primer paro que le decretan a este gobierno venga de dónde viene, precisamente del sector que más ganó, se enriqueció, fugó la plata y es el responsable de la crisis que tiene la Argentina», y subrayó «es un orgullo que esos sean los primeros que nos ataquen, porque esto demuestra que estamos en la senda correcta, gobernando para terminar con los privilegios», mientras que el referente de la Confederación de Trabajadores de la Economía Popular, Juan Grabois, dijo «no aprendemos más. Con este 1% de parásitos que viven de la renta extraordinarias que es de todos, si no los barremos de una vez, no avanzamos».
El 9 de marzo, al inicio del paro, el vicepresidente de Confederaciones Rurales Argentinas, Gabriel de Raedemaeker, dijo que «la medida de fuerza se está desarrollando dentro de los parámetros previstos» y que «no vamos a cortar rutas ni impedir el paso de camiones. No se pretende molestar al resto de la sociedad. Sólo vamos a no vender y no comprar». El ministro Basterra afirmó que «ya se dialogó suficiente. Esperaremos a que termine la medida de fuerza, que claramente es política», mientras que el secretario de Relaciones Parlamentarias, Fernando Navarro, mencionó que «en este momento se requiere sensatez y prudencia. Hay un gran componente político-ideológico en esta decisión, y comprendo que algunos puedan no creerle al Gobierno, pero estamos en un momento de emergencia absoluta. Hay que generar una relación constructiva con el sector agropecuario».
El presidente Alberto Fernández opinó sobre el paro agropecuario y afirmó «la verdad que uno podría pensar que es muy violento hacer un paro por cuatro días cuando el resto del agro se beneficia», diferenció la situación actual con el paro patronal de 2008 ya que «esta vez, no es la (resolución) 125. Estamos cumpliendo con la ley que nos impone hacer lo que hicimos, subir las retenciones de soja, teniendo en cuenta al pequeño chacarero», y elevó un pedido a los dirigentes del campo «quisiera que reflexionen. Ojalá en algún momento se den cuenta de que este no es el camino».

### Quiebra de Vicentín
En diciembre de 2019, durante los últimos días de la presidencia de Mauricio Macri, Vicentin S.A.I.C informó que iniciaba un proceso de reestructuración de pagos a partir de una situación económica de crisis que afectaba a la empresa, entrando así en default. La empresa se declaró en una situación de "estrés financiero" debido a que adeudaba 1350 millones de dólares, principalmente al Banco Nación.
En 2020, durante la presidencia de Alberto Fernández, se anunció el envío al Congreso de un proyecto de ley de expropiación ya que se encontraba endeudada y en concurso de acreedores─ corría riesgo de quiebra, y que se preparaba un rescate seguido de expropiación, con el objetivo de transformarla en una empresa de carácter público. Luego del anuncio se produjo el debate sobre si intervención o la expropiación serían las mejores opciones para el rescate de la empresa. Finalmente, el 19 de junio último este debate pareció haberse zanjado cuando el presidente aceptó una propuesta del gobernador de Santa Fe, Omar Perotti (Frente de Todos), que implica desistir de la segunda de las medidas, es decir de la expropiación de los bienes. El plan del interventor gubernamental, Gabriel Delgado, y del gobernador Perotti, es tomar el control de la administración de la compañía y, bajo la supervisión del juez que maneja el expediente, poner a funcionar sus estructuras industriales.
El 19 de junio el juez Civil y Comercial de Reconquista, Fabián Lorenzini, estableció que los directivos de la empresa siguieran en el directorio, manteniendo como veedores a los interventores designados por el presidente Fernández. El 24 de junio Lorenzini decidió abrir como un incidente aparte del concurso de acreedores la propuesta de intervención presentada por el gobernador de Santa Fe, Omar Perotti De esa forma volvió a tomar protagonismo la posibilidad de la expropiación de Vicentin, algo que Alberto Fernández remarcó cuando afirmó: "Si no me dejan esta opción, no tengo otro camino más que la expropiación". El 14 de julio, luego de críticas de algunos sectores contra la medida, En 2019 Mauricio Macri y varios de sus funcionarios entre ellos como Laura Alonso, Guido Sandleris y Javier González Fraga, fueron denunciados penalmente por "defraudación al Estado" en el caso Vicentín. El caso se inició cuando se descubrió que durante la gestión de Macri, el Banco Nación le otorgó créditos irregulares por 18.000 millones de pesos a la cerealera Vicentin que había sido la principal aportante de la campaña de Cambiemos Este monto representa el 20% de la responsabilidad patrimonial computable del banco, un porcentaje que supera los límites de concentración fijados en los estándares de Basilea y pone en riesgo las finanzas de la entidad. el presidente afirmó: "Yo me equivoqué con el tema Vicentín porque pensé que todos iban a salir a festejar el rescate de la empresa y sus trabajadores, pero eso no sucedió". Actualmente, el gobernador santafesino Perotti intenta poner en marcha un fideicomiso bajo control provincial que maneje la empresa hasta que se forme una nueva sociedad mixta, sin los actuales dueños; proyecto que cuenta con el respaldo de Alberto Fernández.
El 24 de julio se produjo un paro de trabajadores en la Algodonera Avellaneda, empresa parte del grupo Vicentin, la cual está ubicada en el Parque Industrial de la ciudad de Reconquista. Los trabajadores venían protestando 15 días antes de la fecha del paro, reclamando por “salarios de miseria” y falta de pago. Además, los directivos de la algodonera no se presentaron en la audiencia convocada por el Ministerio de Trabajo de Santa Fe para destrabar el conflicto. Los trabajadores cobran salarios entre 20 y 25 mil pesos mensuales promedio, parte de los cuales la empresa abona con vales de mercadería que se descuentan del ingreso salarial, según señaló el Sindicato de Obreros y Empleados Aceiteros y Desmotadores de Algodón.
A finales de noviembre de 2024 se convirtió en la cuarta empresa en pedir un Procedimiento Preventivo de Crisis en menos de un año desde la Presidencia de Javier Milei.
En 2024 Carlos Andrés Vaudagna declaró como arrepentido en la causa en la que estaba implicado en procesos penales de corrupción institucional fue director regional de la ex AFIP en Rosario y Santa Fe. La causa reveló un entramado para asesorar a empresarios agropecuarios a fin de eludir la imposición fiscal, lavar dinero y colocarlo cuentas offshore. Vaudagna adquirió dos mutuales a través de las cuales facturaba los servicios y a través de ello realizaba inversiones inmobiliarias para blanquear dinero. La asociación ilícita para blanquear dinero y evadir impuestos se realizaba en coordinación con el juez de origen radical Marcelo Bailaque, los empresarios Claudio Iglesias de San Cristóbal y el agente financiero titular de la Bolsa de Comercio de Rosario, Jorge Oneto.
Entre las principales empresas señaladas en el esquema de lavado de dinero mediante acciones de manera concertada al ex titular de Vicentin SAIC, Omar Scarel, y al empresario de medios de Santa Fe Nahuel Caputo, sobrino del empresario macrista Nicolás Caputo. El jefe de la AFIP Santafesina recurría al sistema de testaferros para generar más fondos y también blanquearlos. Así, Alma Láctea quedó a nombre de su madre y su mujer y Las Violetas de su hermano y su sobrino, siendo ambas empresas lácteas con las que antes realizaba negocios Vicentin. En las semanas posteriores es detenido el juez federal Marcelo Bailaque, y tras ello se dieron a conocer una serie de resoluciones judiciales por parte del juez arrestado que favorecieron en reiteradas ocasiones a la dirección de Vicentin directamente relacionada con la investigación penal por estafa en Rosario. Vaudagna, que era director de la AFIP en Santa Fe, apareció ante los investigadores en el año 2021 para justificar el hallazgo de 200 mil dólares encontrados en una caja de seguridad bancaria de un hijo del presidente de Vicentin y candidato a concejal de Cambiemos, afirmando que los dólares eran suyos; hubo evidencia de que para sostenerlo Vaudagna intentó generar un falso documento que lo justificara.

## Política ambiental
Fernández designó a Juan Cabandié como ministro de Ambiente y Desarrollo Sostenible. Es acompañado por María Soledad Cantero en la  Unidad Gabinete de Asesores, Rodrigo Rodríguez Tornquist en la secretaría de Cambio Climático, Desarrollo Sostenible e Innovación, Florencia Gómez en la secretaría de Política Ambiental en Recursos Naturales y Sergio Federovisky en la secretaría de Control y Monitoreo Ambiental.
El 14 de febrero, el gobierno derogó el Decreto 591/2019 firmado por el expresidente Macri, que flexibilizaba los requerimientos para ingresar basura de otros países al no ser obligatorio la presentación de un certificado del país de origen de esos desechos que acreditara que no se tratan de residuos peligrosos para el ambiente o la salud, sino que eran reciclados o recuperados para otros usos. Desde entonces el país recibió 40.000 toneladas de basura.

### Incendios en el delta del Paraná
Los Incendios en el delta del río Paraná de 2020 son una serie de incendios ocurridos a lo largo de aquel año en las islas del Delta del Río Paraná durante una bajante del río, principalmente en la provincia de Entre Ríos, afectando también a localidades de la provincia de Buenos Aires y Santa Fe, tales como Rosario y San Pedro.
Los primeros focos se detectaron en febrero de 2020, y continuaron hasta octubre. Anteriormente, habían ocurrido en la misma zona los Incendios en el delta del río Paraná de 2008. Al 29 de septiembre de 2020, se habían quemado 300 000 hectáreas. Se estimó un costo económico diario de más de 10 millones de pesos.
La lucha contra el fuego estuvo a cargo de efectivos de Prefectura (entre ellos, el Grupo Albatros), 34 brigadistas de la Federación Santa Fe de Bomberos Voluntarios, Policía Federal Argentina, la Brigada Forestal de la Policía de Islas de Entre Ríos y del Ejército argentino.
Durante junio de 2020, se analizó la posibilidad de convertir el área en una reserva nacional a causa de los incendios, permitiendo la explotación agrícola, ganadera y pesquera, con cuidados medioambientales y la presencia de Parques Nacionales.
El Ministerio de Ambiente y Desarrollo sostenible indicó que avanzaría en la denuncia judicial contra productores agropecuarios, además de comprometerse a reactivar el Plan Integral Estratégico para la Conservación y el Aprovechamiento Sostenible del Delta del Paraná (PIECAS-DP).

### Incendios en las sierras chicas de Córdoba
Desde julio de 2020, una serie de incendios forestales afectaron a más de 300 mil hectáreas de la provincia argentina de Córdoba. El fuego continuó expandiéndose por tres meses, afectando más de 90 mil hectáreas en la vecina provincia de San Luis.
La región comenzó a ser azotada con algunos focos durante el mes de julio, pero los más grandes incendios se desarrollaron en las últimas semanas de agosto. El incendio de mayor extensión comenzó en áreas montañosas del Departamento Ischilín y luego se extendió hacia el Valle de Ongamira y el norte del Departamento Punilla.
También se registró otro foco de considerable extensión a pocos kilómetros al sur, sobre las Sierras Chicas, entre las ciudades de La Calera y Cosquín. Mientras que incendios de menor envergadura y duración se desataron en las ciudades de La Falda, Achiras y Valle Hermoso.
A octubre de 2020, unas 300 mil hectáreas habían sido afectadas por los incendios, considerados uno de los 10 incendios forestales más grandes del mundo del momento y comparables con los Incendios en el Oeste de Estados Unidos de 2020.

### Incendios en la provincia de Corrientes
Los incendios de Corrientes de 2022 abarcan focos ígneos que comenzaron en el mes de enero y continúan activos en numerosos puntos del territorio provincial de Corrientes, habiendo consumido más de 800 000 hectáreas, lo que equivale al doce por ciento de la superficie de esta provincia.
El fuego avanzó sobre campos, montes, humedales, como los Esteros del Iberá, y reservas naturales, entre ellas, el parque nacional Esteros del Iberá, y ha ocasionado daños materiales estimados entre 25 000 y 40 000 millones de pesos.

## Política en educación
Fernández designó a Nicolás Trotta al frente del Ministerio de Educación, secundado por la pedagoga Adriana Puiggrós. Al asumir Trotta anunció que el eje de su gestión sería la universalización del jardín de infantes y la ampliación de la jornada extendida en la escuela secundaria. Con respecto al presupuesto del área, Trotta declaró que no se estaba cumpliendo con la Ley de Financiamiento Educativo que establece una meta de inversión en Educación del 6% del PBI. Desde su sanción en 2005 esta ley solo se cumplió en 2015 y desde ese año el presupuesto disminuyó hasta llegar al 5,1% en 2019.
El 30 de diciembre, el Ministerio relanzó el Plan Nacional de Lecturas, la lectura de 180 cuentos en las escuelas y la reedición de la colección Leer por Leer.
El 12 de enero de 2022, mediante el Decreto 11/2022 se relanzó el programa Conectar Igualdad. El programa había comenzado en el 2010 durante la gestión de Cristina Fernández de Kirchner, luego reemplazado por el plan «Aprender Conectados» durante el 2018 por la gestión de Mauricio Macri, y en el 2021 presentado como el plan «Juana Manso» por Alberto Fernández.

## Política en ciencia y tecnología
El bioquímico Roberto Salvarezza fue designado al frente del Ministerio de Ciencia y Tecnología, que volvió a tener ese estatus luego de haber sido rebajado a secretaría durante los últimos dos años del gobierno de Cambiemos. Su equipo está conformado por el físico Diego Hurtado en la Secretaría de Políticas y Planeamiento; el también físico Juan Pablo Paz en la Secretaría de Articulación Científica y Tecnológica; el economista Fernando Peirano en la Agencia I+D+i y la química Ana Franchi en CONICET.
Salvarezza definió como su prioridad en el corto plazo frenar la salida de científicos que se produjo en los años anteriores, a través de la recomposición de los salarios que calificó como "los más bajos de la región". Dijo además que la urgencia estaba en mejorar las "becas que están en nivel de pobreza y subsidios que no permiten cumplir con los objetivos". En diciembre de 2019 anunció el pago de un bono de 9000 pesos para el personal de CONICET hasta que se determinara el aumento definitivo. Además garantizó que las investigaciones no se verían alcanzadas por el impuesto del 30% al dólar y que los investigadores no verían congelada su movilidad jubilatoria, ambas medidas estipuladas por la ley de emergencia.
Uno de los ejes de la gestión de Salvarezza es el trabajo conjunto del Ministerio de Ciencia y Tecnología con otras carteras del gabinete nacional como Desarrollo Social, Seguridad, Salud, Ambiente y Desarrollo Productivo para resolver problemas concretos de la sociedad. En el ámbito social, Salvarezza se comprometió a que el ministerio aporte soluciones para el programa Argentina contra el hambre. Con el Ministerio de Ambiente se comprometieron a que las instituciones científicas y académicas realicen monitoreos de los indicadores ambientales y planifiquen en conjunto un modelo de desarrollo que luche contra el cambio climático e impulse la forestación sustentable y la agroecología. Con el Ministerio de Seguridad se acordó aportar desarrollos de software y también investigaciones sociales sobre prevención de la violencia y diagnóstico en relación con el medio socioeconómico.
En 2021 se aprobó la Ley de Financiamiento del Sistema Nacional de Ciencia, Tecnología e Innovación, que establece el incremento progresivo del Presupuesto Nacional destinado a la ciencia y la tecnología, hasta alcanzar en el año 2032 el 1% del PBI.
Durante el periodo, se otorgaron seis jerarquizaciones salariales a los 15.000 integrantes de carreras de Investigador Científico y Tecnológico y de Profesional y Técnico de Apoyo, así como 12.000 becarios doctorales y postdoctorales. Estas fueron de 10% cada una y se efectivizaron en noviembre de 2020, abril y noviembre de 2021, agosto de 2022, junio y octubre de 2023. Las mismas permitieron mejorar el poder adquisitivo del sector, recuperando el nivel que tenían en 2015.

### Unidad Coronavirus COVID-19
La Unidad Coronavirus es un ente creado en Argentina a mediados de marzo de 2020 con el fin de llevar adelante "proyectos de investigación y desarrollo tecnológico con capacidad de dar respuesta a la pandemia de COVID-19 en el país". Está integrada por el MinCyT, CONICET y la Agencia I+D+i. 
La Unidad tiene como objetivo la planificación de la estrategia nacional de diagnóstico, el desarrollo de kits diagnósticos, la investigación sobre la enfermedad y el desarrollo de soluciones tecnológicas e informáticas. En este marco se impulsaron diferentes acciones: el financiamiento de kits de diagnóstico, el concursos hábitats emergentes y las convocatorias a ideas proyecto, a ciencias sociales y humanas y a empresas de base tecnológica.

## Política en transporte
El 2 de enero, el ministro de Transporte Mario Meoni anunció el congelamiento de las tarifas de los servicios de transporte en el área metropolitana de Buenos Aires por un periodo de 120 días. Esto fue efectivizado el 7 de enero, a través de la Resolución 4/2020. Unos días después el gobierno nacional anunció que repartirá 5 mil millones de pesos a los provincias para que congelen también sus tarifas de transporte. Entre algunas de las medidas que tomaron, se destaca la conformación de una comisión para analizar la seguridad de los micros doble piso que fueron partícipes de múltiples accidentes.
También se aumentaron los vuelos de cabotaje e internacionales de Aerolíneas Argentinas, se aumentaron las frecuencias del servicio de tren Buenos Aires - Mar del Plata y se ampliaron las frecuencias de los servicios nocturnos de los trenes metropolitanos. También comenzaron las obras para extender la electrificación del ramal Roca. Al mismo tiempo en el marco del tercer aniversario del hundimiento del barco pesquero Repunte, cuestionó la antigüedad de la flota pesquera y la “falta de inversión” en el sector y anunció que Junta de Seguridad en el Transporte para investigar el caso del pesquero hundido el 17 de junio de 2017 y los posibles actos de corrupción ocurridos durante la gestión anterior. En la empresa estatal Aerolíneas Argentinas asumió la dirección Pablo Ceriani, quien había sido segundo de Mariano Recalde durante su gestión al frente de la aerolínea (2009-2015). Al asumir Ceriani declaró que Aerolíneas estaba en proceso de vaciamiento" y que había sido "desfinanciada" y "descapitalizada" durante el gobierno de Mauricio Macri. En enero de 2020, Ceriani despidió a 40 directores y gerentes que habían ingresado durante la gestión anterior.

## Política en justicia y derechos humanos
Fernández designó a la abogada Marcela Losardo al frente del ministerio de Justicia. 
A través del Decreto 54/2019 dispuso el traspaso de la Oficina Anticorrupción del Ministerio de Justicia para ser un organismo desconcentrado dependiente de la Presidencia de la Nación. El fiscal Félix Crous fue designado al frente de la misma. Crous declaró que "el rol principal de la Oficina Anticorrupción no es impulsar la acción penal", indicando que tendría un papel más bien preventivo y bajaría el alto perfil judicial que tuvo la gestión de Laura Alonso.

### Reforma judicial
En su discurso inaugural, Fernández anunció que impulsará "una reforma integral del sistema de Justicia". Condenó las "persecuciones indebidas y prisiones arbitrarias" y pidió "nunca más una Justicia que persigue según vientos políticos". El plan consiste en crear un nuevo fuero federal penal que unifique los actuales fueros penales de instrucción ordinario y de instrucción federal, de modo que, en lugar de 12 juzgados federales, los casos de corrupción queden en manos de al menos 50 jueces; la transferencia de los jueces nacionales al ámbito de la Ciudad de Buenos Aires, y la unificación de los fueros contencioso administrativo federal con el civil y comercial federal.
El 29 de julio de 2020 el presidente Alberto Fernández encabezó el acto en el que presentó el proyecto de ley de la reforma judicial. Los principales puntos de la reforma son:
- Se crea la Justicia Federal Penal al fusionar los 12 juzgados penales federales con los 11 en lo penal económico. Los tribunales se duplican para llegar a 46.
- Se transfiere la competencia penal en el ámbito de la ciudad de Buenos Aires al gobierno local
- Se fusiona el fuero Civil y Comercial con el Contencioso Administrativo
- Se crea un consejo consultivo para proponer reformas a la Corte Suprema, el Consejo de la Magistratura y otros temas relevantes del sistema judicial

### Género y diversidades
El 11 de diciembre de 2019, mediante el Decreto 15/2019 Fernández creó el Ministerio de las Mujeres, Géneros y Diversidad de la Nación Argentina y designó al frente a Elizabeth Gómez Alcorta. En agosto de 2020 se crea el Gabinete Nacional para la Transversalización de las Políticas de Género en el ámbito de la Jefatura de Gabinete de Ministros. El organismo se reunirá cada seis meses y se encuentra conformado por todos los ministros nacionales, la Ansés, la Agencia Nacional de Discapacidad (ANDIS), el INDEC y el PAMI.
En julio de 2020 anunció algunas de las medidas que se llevarán adelante durante su gestión. Uno de ellos es la creación de Centros Territoriales Integrales de políticas de género y diversidad en diversos puntos del país, que en principio funcionarán en 12 provincias y servirán como lugares de prevención y asistencia. Además trabaja en la regularización de inmigrantes y en un apoyo económico a las personas que se encuentran en riesgo de violencia de género.
En septiembre de 2020 el gobierno estableció a través del Decreto 721/2020 un cupo laboral mínimo del 1% para personas travestis, transexuales y transgénero en el sector público.

### Derechos humanos
El 6 de febrero, el presidente Alberto Fernández anunció que impulsará una ley contra el «negacionismo de la dictadura», similar a la ley francesa por el Holocausto, que contempla penas para quienes nieguen públicamente crímenes de lesa humanidad.
En enero de 2020 se produjo una discusión con algunos organismos de derechos humanos por haber expresado que «la Argentina debe dar vuelta una página» durante un acto del ejército. Otro conflicto con el sector se produjo por las diferencias de opinión sobre si los exfuncionarios del gobierno de Cristina Fernández de Kirchner que se encuentran detenidos en el marco de diversas causas penales son «presos políticos», algo que el gobierno desmiente.

#### Acusaciones de «negacionismo»
El 21 de febrero, el presidente Fernández participó, en la Guarnición de Ejército «Campo de Mayo», de la ceremonia de despedida de un contingente de efectivos que participará de misiones de paz de las Naciones Unidas en Chipre. Allí resaltó que «hoy todos los oficiales de nuestras tres fuerzas han salido de la democracia. Hoy podemos decir que nuestros hombres y mujeres de las Fuerzas Armadas han nacido como oficiales en la democracia» y consideró que «con esto toda la Argentina debe dar vuelta una página, una página que nos distanció mucho tiempo por las inconductas de algunos».
La miembro de Madres de Plaza de Mayo Línea Fundadora, Nora Cortiñas, cuestionó las palabras del presidente. «Yo lamento y rechazo totalmente todas las expresiones del Presidente. No tenía ninguna necesidad de expresarse así, por obligación, por eso pienso que es un negacionista y lo lamento mucho». Y siguió: «según él, tenemos que dar vuelta la hoja y dar por muertos para siempre a nuestros detenidos/desaparecidos, cuando costó más de 40 años la lucha». Fernández se disculpó de sus dichos porque «han herido la sensibilidad de las víctimas. Nunca quise causar en ellas el más mínimo dolor. Saben que en mi solo cuentan con alguien que siempre las va a acompañar en la búsqueda de la verdad y en la imposición de justicia sobre los culpables». Tras los dichos del presidente, Cortiñas aceptó las disculpas, mencionó que en su crítica no hubo «mala intención para nada» y que al usar el término "negacionista", «desde luego que quizás fue duro el término y no lo volvería a utilizar, estamos todos un poco sensibles».
La presidenta de Abuelas de Plaza de Mayo, Estela de Carlotto, consideró que el presidente «no debería haber pedido perdón» por sus dichos ya que fue «para alentar a los jóvenes militares que van a dar el cuerpo en otro país», criticó a Cortiñas que «es una compañera que ha perdido hijos y el dolor muchas veces nos hace pensar de determinada manera» pero que «los años a veces nos hacen equivocar», y afirmó «no nos van a ver a las Abuelas salir a decir disparates». En tanto, la titular de Madres de Plaza de Mayo, Hebe de Bonafini, también apoyó al presidente en sus dichos «porque me pareció que hubiera sido traicionar a Néstor (Kirchner). Él junto a Nilda Garré y después (Agustín) Rossi hicieron un trabajo impresionante. El cambio de planes de estudio, el cambio adentro de las fuerzas armadas». El 27 de febrero, el presidente Alberto Fernández recibió en la Casa Rosada a Cortiñas y al premio Nobel de la Paz, Adolfo Pérez Esquivel.

#### Conflicto por la definición de presos políticos
El 14 de enero de 2020, el presidente Alberto Fernández se reunió con representantes de organismos de derechos humanos entre ellos la presidenta de Abuelas de Plaza de Mayo Estela de Carlotto y de Madres de Plaza de Mayo Línea Fundadora Taty Almeida, donde afirmó que no hay presos políticos sino que «en la Argentina lo que hay son detenidos arbitrarios, que es otra cosa. Es gente que podría soportar sus procesos en libertad, pero los detienen porque son opositores.»
El jefe de Gabinete Santiago Cafiero descartó que en Argentina haya presos políticos pero sí algunas detenciones arbitrarias y que hay «una lógica de persecución y de lawfare funcionando en el país» que «tiene que ir resolviéndose» ya que «la Justicia no puede perseguir opositores, sino que tiene que ser independiente para encontrar equilibrio entre los poderes», el canciller Felipe Solá dijo que «hay casos de encarcelamiento que no se justifican desde el punto de vista jurídico y que están ligados a figuras que tienen relieve político. Lo cual no quiere decir que haya presos políticos», mientras que desde la oposición el diputado radical Mario Negri afirmó que «en Argentina no hay presos políticos, hubo y hay políticos presos por corrupción, y también hay otros que no están presos y se robaron el país».
Ese mismo día, el exministro de Planificación Federal Julio de Vido, que se encontraba cumpliendo prisión domiciliaria en su casa de la ciudad de Zárate desde el 14 de diciembre por la causa de supuestos desmanejos de dinero público que debían destinarse a Yacimientos Carboníferos Río Turbio, afirmó en una entrevista radial que el gobierno de Fernández «no está haciendo nada para que el exvicepresidente Amado Boudou y yo recuperemos la libertad», y que en el gobierno «les resulta cómodo que estemos presos».
Organismos de derechos humanos criticaron las palabras del presidente, entre ellos la titular de Madres de Plaza de Mayo, Hebe de Bonafini, que mediante un comunicado dijo que «le da vergüenza que en democracia se hable de presos políticos» y le pidió al presidente que se decida «de que lado está, si con el poder judicial corrupto o con los presos políticos», la integrante de Madres de Plaza de Mayo Línea Fundadora Nora Cortiñas, que afirmó «me duele que quieran minimizar la situación de los detenidos por razones políticas. Es algo triste y molesto» y considera a Milagro Sala una dirigente que «está injustamente detenida por razones políticas», y la presidenta de Abuelas de Plaza de Mayo, Estela de Carlotto,  afirmó que «Alberto nos pidió que no digamos que su gobierno tiene presos políticos porque los presos políticos ya están en libertad y solo quedan los que están siendo juzgados. Creo que no quiere entrometer su gestión ejecutiva con el poder judicial porque a estas personas se les está realizando un juicio. Hay voces más sabias que dicen que sí hay presos políticos» y mencionó que «Milagro está presa porque al gobernador de Jujuy (Gerardo Morales) se le ocurre tenerla presa».
Mientras que parte del kirchnerismo se manifestó en contra como el senador Óscar Parrilli, que mencionó que respeta la opinión del presidente «pero en Argentina hay presos políticos. Amado Boudou, Julio de Vido y Milagro Sala son presos políticos», y la dirigente popular Milagro Sala, en prisión desde 2016 acusada de desvíos de fondos que iban a la construcción de viviendas, afirmó que «siento que somos presos políticos. Nos detuvieron para poder gobernar y hacer negociados con las grandes empresas. Pensé que la Justicia iba a cambiar lo antes posible e iba a dar un vuelco y se iba a terminar la cárcel para los opositores».
En tanto, el ministro del Interior Wado de Pedro mediante su cuenta de Twitter pidió por la libertad de Sala y reclamó «no queremos más presas y presos políticos en Argentina», la ministra de las Mujeres Elizabeth Gómez Alcorta, exdefensora de Milagro Sala, afirmó «no tengo ninguna duda que Milagro Sala es una presa política. Sucede que no existe en ningún lado, ni en el Código Penal, la definición de qué es un preso político. En la dictadura hubo muchos detenidos con procesos judiciales y nadie dudó en llamarlos presos políticos» y que «a veces hacemos eje en cuestiones semánticas e intentamos poner diferentes posiciones, pero cuando vos tenés a una persona a la que se le hace un proceso judicial con la única finalidad de detenerlo por cuestiones políticas, eso es un preso político», y el gobernador bonaerense Axel Kicillof mencionó que «si hay políticos presos y se usa la Justicia para ponerlos presos, lo correcto es llamarlos presos políticos».
El 10 de febrero, el presidente Alberto Fernández ratificó que no hay presos políticos, mencionó que «es una discusión tan innecesaria la que estamos viviendo. Si hay alguien que cuestionó los procedimientos judiciales fui yo» y considera que «el preso político es el que, técnicamente, está a disposición del Poder Ejecutivo. No tengo a ningún preso sin causa. Obviamente que me molesta que digan que tengo presos políticos porque no los tengo».
Tras las palabras del presidente, la dirigente Milagro Sala aseguró que se considera «presa política por todo lo que vengo pasando en estos cuatro años», a la vez que solicitó «pónganle como quieran, detenciones arbitrarias o presos políticos, pero que resuelvan» y juzgó como una «discusión entre funcionarios» las distintas posturas dentro del oficialismo sobre el tema, el exvicepresidente Amado Boudou expresó que no le pediría al presidente «que indulte a alguien. Le pediría a la política argentina que revise las causas, se suspenda esta arbitrariedad y haya juicios justos»,  mientras que el exministro Julio De Vido en su cuenta de Twitter lamentó «molestar al Presidente con la cuestión de los presos políticos» pero «somos claramente presos políticos. No es una cuestión menor discutir si somos presos arbitrarios o políticos. Presos arbitrarios no existen, no es nada. Presos políticos sí existen».  Estas palabras fueron repudiadas por la diputada de la Coalición Cívica Elisa Carrió que consideró que De Vido «no es un preso político» como sostienen los dirigentes del kirchnerismo, recordó que «está condenado, procesado y encarcelado» y que sus declaraciones «atentan contra el orden democrático e institucional». Además criticó que «los ladrones que se robaron la Nación se autoproclaman presos políticos».
El 18 de febrero, se dio a conocer un proyecto de ley, presentado el 20 de diciembre de 2019 en la cámara de Senadores de la Nación por las senadoras del Frente de Todos María Catalfamo, Ana Ianni, Nancy González, Ana Almirón y María Inés Pilatti Vergara, para anular resoluciones que dicten prisión preventiva en casos de corrupción, cuando, entre otras cosas, hay contenidos en medios de comunicación que afecten la inocencia del afectado o intervengan funcionarios del Poder Ejecutivo en el accionar judicial. En sus fundamentos, la iniciativa califica a los procesos judiciales por casos de corrupción como «verdaderos linchamientos mediáticos», y señala que las publicaciones en los medios «que pudieran haber afectado la percepción pública respecto del principio de inocencia sobre el afectado» es un motivo suficiente para anular la prisión preventiva.
El secretario de Relaciones Parlamentarias, Fernando Navarro, se refirió a la iniciativa y mencionó que «no es el momento para ser debatido. Debería serlo en un contexto más amplio, como el que puede dar el debate de una reforma judicial», pero «sí es cierto que los hombres públicos y los periodistas que forman opinión deberíamos tener cuidado, porque a veces emitimos opiniones que malversan a las personas y pueden influir negativamente en fallos judiciales». El diputado Mario Negri cuestionó el proyecto al afirmar que «es un traje a medida para la impunidad» porque «argumentan la incidencia mediática y la persecución política para dejar sin efecto una prisión preventiva».
El 19 de febrero, el presidente Fernández criticó al Poder Judicial por la existencia de un lawfare «que se instaló en la Argentina. Entonces, cuestioné la complacencia judicial y mediática con el poder político, que posibilitó la persecución y detención arbitraria de opositores» y que durante el gobierno de Mauricio Macri, la Argentina «sufrió graves violaciones a los derechos humanos, y el Estado de derecho fue vulnerado sistemáticamente mediante la aplicación regional de las tácticas de persecución del lawfare», y pidió por «nunca más a una Justicia que persigue según los vientos del poder de turno». Ese mismo día, se derogó el Decreto 795/2019 firmado por el expresidente Macri que reemplazaba el Programa de Protección de Testigos por la Agencia Nacional de Protección a Testigos e Imputados, dependiente del Ministerio de Justicia, y que garantizaba la seguridad de quienes colaboren en una investigación judicial.
La coalición opositora Juntos por el Cambio emitió un comunicado donde señala que «el Gobierno ataca la independencia de los jueces y va por la impunidad kirchnerista» y que las declaraciones del presidente «derrumban los esfuerzos del Estado argentino en la lucha contra la corrupción y la impunidad asumidos en la Presidencia de Cambiemos con total autonomía judicial y con los votos de amplias mayorías en el Congreso». A su vez, Juntos por el Cambio defendió la gestión del expresidente Mauricio Macri sobre la Justicia, quien «respetó la independencia de la Justicia y el Estado de Derecho con absoluto rigor y compromiso, y colaboró sin presentar excusas», logrando que avanzaran «decenas de causas por corrupción y se lograron condenas importantes».
El 20 de febrero se presentó un proyecto de ley en el Senado por el senador peronista por Jujuy, Guillermo Snopek, para la intervención federal del Poder Judicial de la provincia de Jujuy por un año, declara en comisión a los miembros de la Corte Suprema provincial, y faculta al interventor a suspenden o remover a magistrados, funcionarios y empleados judiciales. La iniciativa se enmarca tras la difusión por parte del diario digital El Cohete a la Luna del periodista Horacio Verbitsky de audios donde el presidente de la Corte Suprema de Jujuy, Pablo Baca, reconoce que la dirigente Milagro Sala «está presa porque ese bendito tribunal entiende que si ella está suelta es un peligro para el gobierno; no por sus delitos, sino para que no tengamos que volver al quilombo permanente, a los cortes, a la quema de gomas». Al defender la iniciativa, Snopek afirmó «a mí no me dio orden ni Alberto (Fernández) ni Cristina (Kirchner)»,  remarcó que «hace tiempo» que viene planteando la necesidad de intervenir la Justicia provincial, y acusó que hay sectores «interesados en mezclar las cosas».
El diputado Negri afirmó que el proyecto busca «dotar de impunidad a Milagro Sala y su red de corrupción», y se preguntó «Esta misma semana, cinco senadoras de su bloque plantearon flexibilizar las prisiones preventivas para los políticos corruptos e indirectamente censurar al periodismo de investigación. ¿El Presidente apoya este traje de impunidad?». La diputada Elisa Carrió denunció «un claro golpe y un atropello al Poder Judicial para garantizar impunidad, lo que ratifica que Cristina Fernández de Kirchner va por todo», mientras que el gobernador de Jujuy, Gerardo Morales, señaló que «este embate busca la libertad de Milagro Sala y su impunidad»,  y advirtió que «sería un grave atropello que bajo ningún punto de vista vamos a permitir. No solo vamos a reafirmar la autonomía, sino también la independencia del Poder Judicial. No vamos a permitir esa intromisión y menos que a través de eso se garantice impunidad».
El 4 de marzo, el gobernador Morales señaló a los senadores kirchneristas como responsables de la iniciativa, en especial al senador Snopek que «ha comentado en todos lados que el proyecto se debe a una orden de la propia Cristina Kirchner y de Óscar Parrilli», y que «el Poder Judicial de Jujuy es objeto de una campaña de desprestigio por parte de Horacio Verbitsky y todo un sistema de inteligencia ilegal que ha montado para lograr la libertad de Milagro Sala», garantizó que a Sala «no la voy a indultar, primero que me peguen un tiro en la cabeza», y llamó a una movilización frente a la casa de Gobierno de Jujuy bajo el lema Jujuy no se toca. Ese mismo día, el Tribunal Oral Federal 1 decidió que el exministro Julio De Vido quedara en libertad mientras siga su curso la investigación sobre la causa Río Turbio.
El 10 de marzo, el presidente Alberto Fernández pidió a la Corte Suprema de la Nación que revise el caso de Milagro Sala porque «tenemos muchas dudas sobre cómo funcionaron esos procesos en Jujuy» y remarcó que «valora» que el gobernador de Jujuy, Gerardo Morales, se haya manifestado en ese sentido.
El 11 de marzo, la comisión de Asuntos Constitucionales del Senado rechazó un pedido de la senadora Silvia Giacoppo (UCR) para cerrar in limine el debate, y avaló a la presidenta de la comisión, María de los Ángeles Sacnun (Frente de Todos), para escuchar testimonios sobre la situación que se vive en la provincia de Jujuy, definiendo que se recabará pruebas documentales hasta el 25 de marzo y, a partir del 31 de marzo, comenzarán las audiencias testimoniales. En esa sesión, el senador Snopek señaló que «el gobernador Morales tiene hoy la suma del poder público». Desde la oposición, la senadora Giacoppo acusó que el proyecto «es una pantalla para conseguir forzar la libertad de Milagro Sala», mientras que el jefe del interbloque de Juntos por el Cambio, Luis Naidenoff (UCR), le exigió al presidente Alberto Fernández «mayor vehemencia» para dejarle en claro a sus senadores que «el camino no pasa por avasallar una provincia».
Ese mismo día, el presidente Alberto Fernández aseguró en declaraciones radiales que habló con el gobernador Morales sobre el proyecto «y le dije que desconocía (el proyecto), porque francamente lo desconozco», a la vez que afirmó «es un tema que ocurre en otro poder, no es una iniciativa nuestra», y si sobre apoyaba el proyecto señaló «soy muy cuidadoso. Vamos a ver de qué se trata y a esperar». En tanto, el gobernador Morales afirmó que el presidente Fernández «es un tipo muy sensato y racional» pero «por abajo el kirchnerismo puro y duro le mete temas que profundizan la grieta y nos hacen ir para atrás», sobre si el presidente apoyaba el proyecto afirmó «él (por Fernández) no quiere, lo he hablado personalmente, es un tema de gravedad institucional. Se lo pregunté y me dijo que no», y le pidió a los senadores que impulsan el proyecto «que lo deje de joder un poco al presidente».
El 14 de marzo, el presidente de la Corte Suprema jujeña, Pablo Baca, renunció a su puesto, luego ser acusado por violación, y negó la veracidad de las grabaciones, que «fue manipulado y publicado en el portal El cohete a la Luna».

### Investigación sobre la muerte del fiscal Nisman
El 27 de diciembre la ministra Frederic anunció su intención de revisar el peritaje realizado en 2017 por la Gendarmería Nacional junto a 34 peritos el cual concluyó que el fiscal Alberto Nisman, encontrado muerto el 18 de enero de 2015 en su departamento, fue asesinado de un disparo en la cabeza y luego se modificó la escena del crimen para simular un presunto suicidio. El mencionado fiscal había denunciado a la entonces presidenta Cristina Fernández de Kirchner y al canciller Héctor Tímerman por el delito de encubrimiento en el atentado contra la AMIA de 1994.
La iniciativa generó un fuerte rechazo dentro de la Justicia federal y de exfuncionarios de la gestión anterior, por caso el fiscal Eduardo Taiano, a cargo de la investigación, resaltó que «no hay planes de realizar un nuevo peritaje» y que el informe realizado por la Gendarmería es «válido» mientras que la exministra Patricia Bullrich y el diputado nacional Waldo Wolff mencionaron vía Twitter que la Gendarmería actuó como «auxiliar de la justicia» y que «sólo la justicia puede ordenar la realización de un peritaje».
El 1 de enero se estrenó un documental en la plataforma de streaming Netflix sobre la muerte del fiscal Nisman, titulado Nisman. El fiscal, la presidenta y el espía.. En el mismo, el actual presidente Alberto Fernández aparece en una entrevista, hecha en 2017,  donde afirma: «Hasta el día de hoy dudo que se haya suicidado». Sin embargo rectificó sus palabras en una entrevista en Radio 10 tras la emisión del documental al asegurar que «las pruebas acumuladas no dan lugar a pensar en que hubo un asesinato» y que «Me gustaría saber qué pasó con Nisman y si se suicidó, saber por qué» mientras que en declaraciones al Diario Clarín afirmó que los peritajes de la Gendarmería «carecen de todo rigor científico»
El 3 de enero, la ministra Frederic en conferencia de prensa aseguró que se realizará una revisación técnica-administrativa de la pericia mientras que el jefe de Gabinete Santiago Cafiero afirmó que el presidente «apoya la tarea que está llevando a cabo la ministra».

### Consejo de la Magistratura
Esta decisión de la Corte Suprema fue duramente criticada por sectores del oficialismo. El ministro de Justicia Martín Soria calificó al hecho de «golpe institucional».

## Política en seguridad

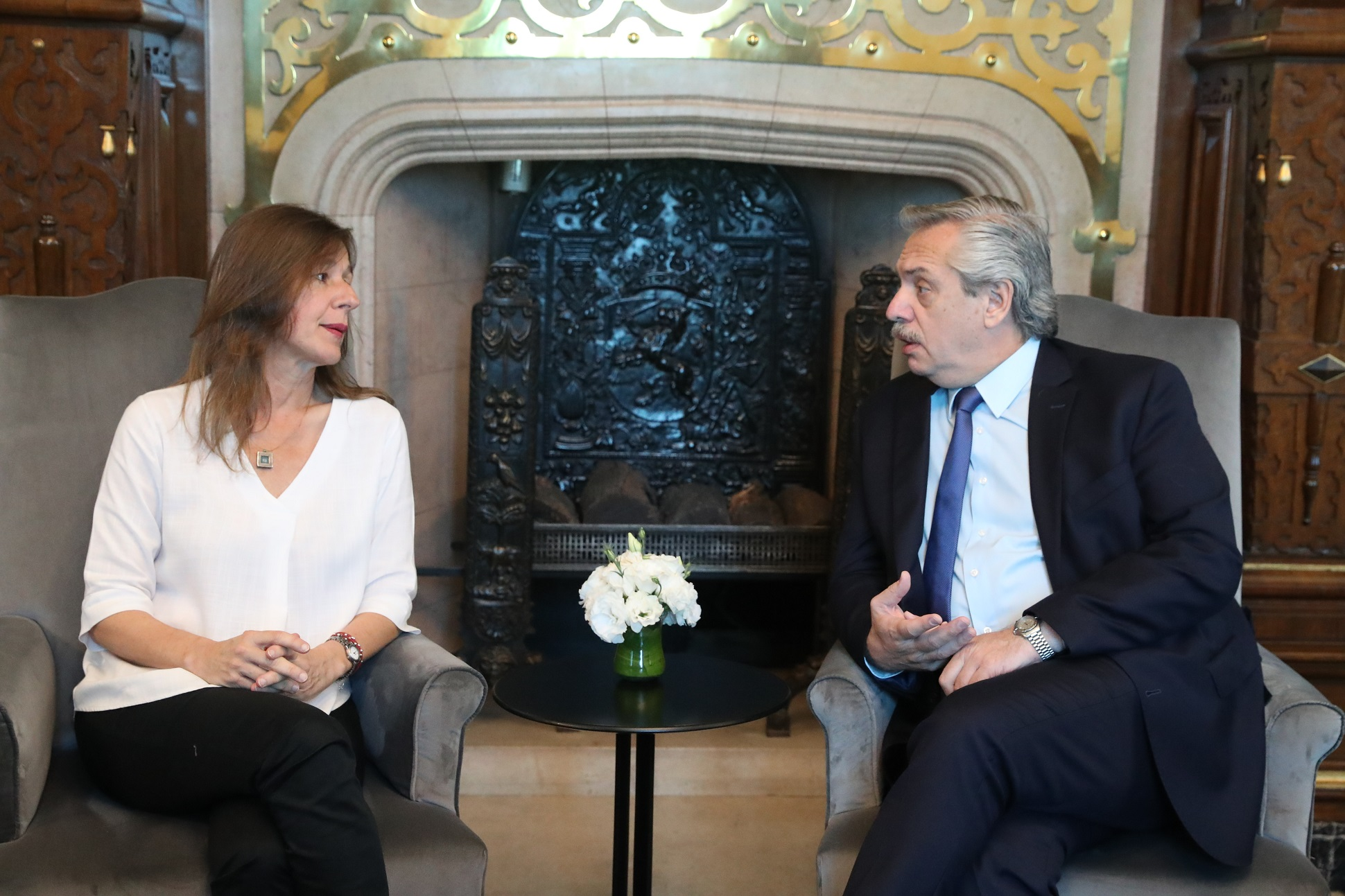
El presidente Alberto Fernández junto a la ministra de Seguridad Sabina Frederic.

El 6 de diciembre de 2019 se anunció que Sabina Frederic sería la ministra de seguridad del gobierno de Alberto Fernández, cargo que asumió el 10 de diciembre.
El 24 de diciembre, la ministra Frederic derogó la polémica resolución 1231/19 de por su predecesora Llamado protocolo General de Actuación de Registros Personales y Detención para Personas Pertenecientes al Colectivo LGBTI, destinada a penalizar a la población homosexual. Dicho protocolo fue denunciado ante la ONU como forma de penalizar y reprimir a las minorías sexuales
En enero lanzó una auditoría sobre la gestión anteror donde se detalló que en más del 80% de los operativos realizados en busca de sustancias ilícitas en ese lapso se secuestraron menos de 100 gramos de cocaína o cannabis, o menos de 50 unidades, en el caso de las sustancias de diseño. En el caso concreto de la marihuana, durante 2019 en el 93% de las incautaciones se secuestraron menos de 100 gramos. 
Frederick llevó adelante un consejo de profesionales para establecer un reglamento sobre el uso de las pistolas taser y dejó sin efecto el traspaso de uno de los hoteles de  la  Unidad Turística Chapadmalal a la Gendarmería, abriéndolo nuevamente a la ciudadanía. Ese mismo día, en una entrevista a Radio Metro, la ministra Frederic se manifestó a favor de la despenalización de la marihuana para uso médico, al afirmar que «hay que avanzar hacia la regulación del consumo de cannabis, inclusive sobre la producción para el consumo. Hay que dar un debate». Durante la campaña, el actual presidente Alberto Fernández se manifestó a favor de la iniciativa. En 2020 a raíz de varios informes de la Oficina Anticorrupción formo una auditoría sobre la gestión de su predecesor Patricia Bullrich que encontró inconsistencias presupuestarias: entre ellas sobreprecios en la 
Compra de sistemas de seguridad para pasos fronterizos a una firma a la que le pagó 35 millones de dólares (5 millones más de lo que ofrecían sus competidoras en la licitación), y a la que el Estado le pagó también el impuesto a las ganancias por 600 mil dólares a través de un ente cooperador.
. La auditoría encontró nuevas inconsistencias que llevaron a la imputación de  presidenta del PRO Patricia Bullrich, al exjefe de Gabinete Marcos Peña y a un tercer funcionario por la compra de cuatro lanchas de patrullaje con un sobreprecio de 29.000.000 de dólares en 2016.

### Agencia Federal de Inteligencia

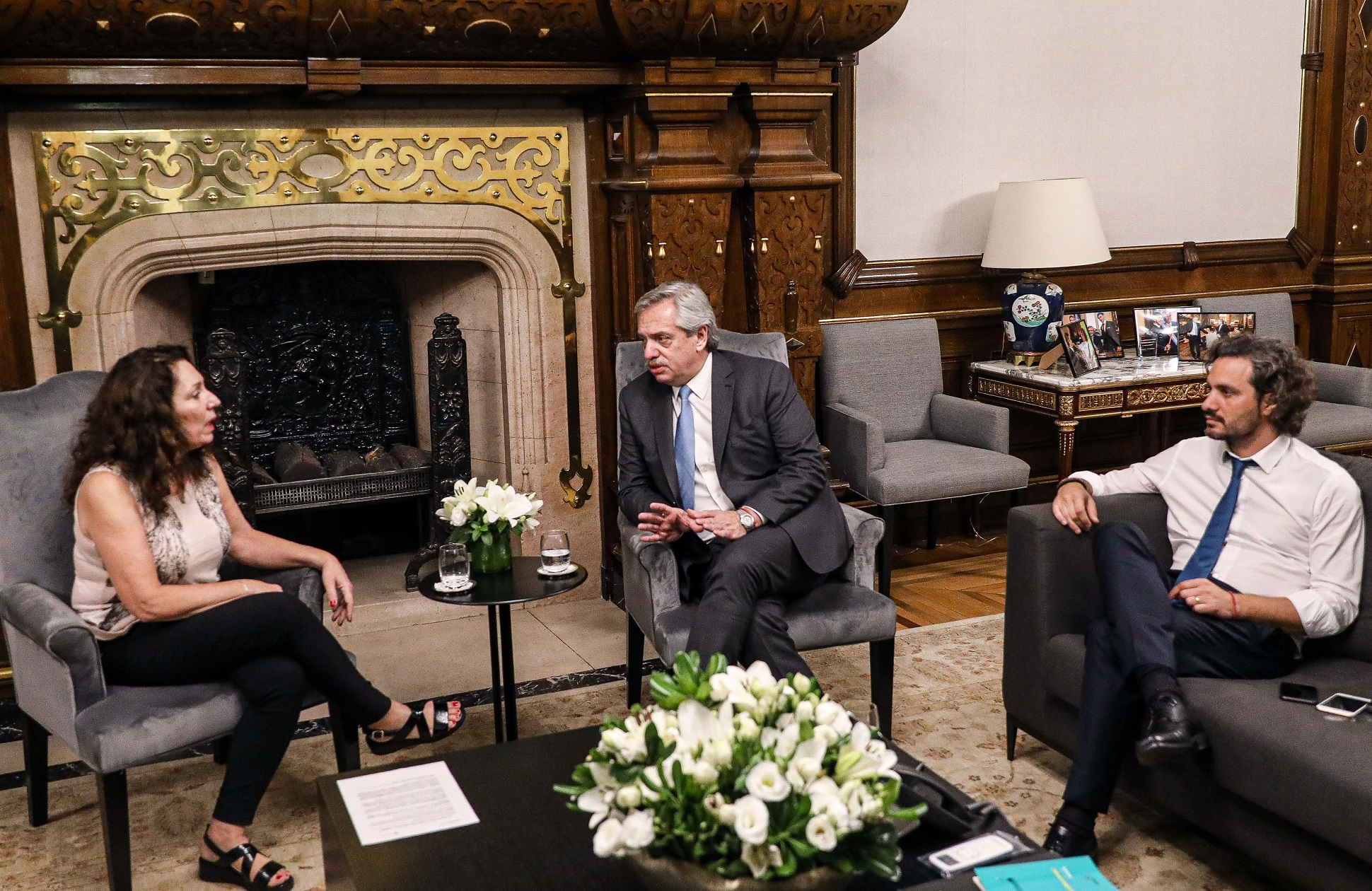
El presidente Alberto Fernández junto a la interventora de la Agencia Federal de Inteligencia, la fiscal Cristina Caamaño.

En su discurso de asunción, Alberto Fernández anticipó que ordenaría la intervención de la Agencia Federal de Inteligencia (AFI) y que sus fondos reservados se utilizarán para el plan contra el hambre. El 21 de diciembre mediante el decreto 52/2019 se establece la intervención de la Agencia Federal de Inteligencia por 180 días, y designa a la fiscal Cristina Caamaño como interventora.
El 14 de enero, Caamaño firmó una resolución para reducir al mínimo la participación de la inteligencia en la investigación de causas penales. El 1 de marzo, el presidente Alberto Fernández anunció la firma de un decreto de necesidad y urgencia para limitar las facultades de la Agencia federal de Inteligencia para realizar investigaciones criminales y tareas represivas, y la desclasificación de todos los archivos secretos sobre el atentado a la Amia de 1994.

## Política en defensa

#### 2019

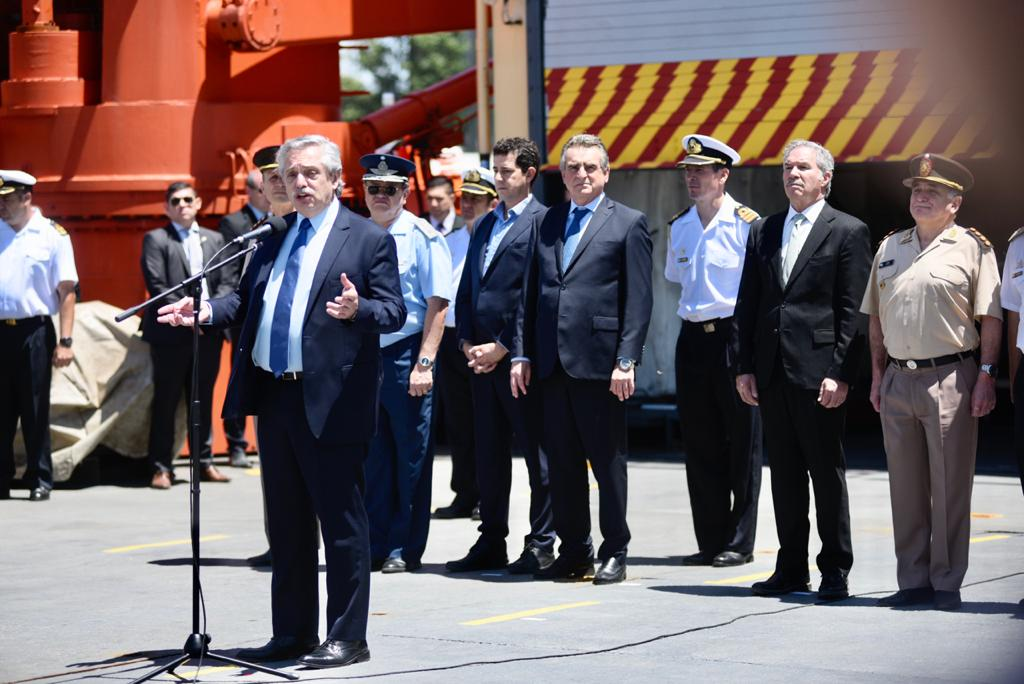
Fernández a bordo del ARA Almirante Irízar (Q-5).

En el área de defensa asumió Agustín Rossi, quien ya había ocupado el cargo durante el gobierno de Cristina Fernández de Kirchner (2013-2015). El lineamiento general del gobierno es utilizar a las Fuerzas Armadas solo ante agresiones externas y no comprometerlas en la seguridad interior. Rossi plantea como uno de los ejes de su gestión el reequipamiento militar y la importancia de la inversión en tecnología. Se fomenta la cooperación internacional con una inclinación por los países de América Latina.
Rossi plantea como uno de los ejes de su gestión el reequipamiento militar. Durante su mandato como diputado nacional presentó un proyecto de ley en ese sentido, que aún espera ser aprobado, que crea el Fondo Nacional para el equipamiento de las Fuerzas Armadas (Fondef) y establece un incremento de partidas. Según Rossi “la inversión y desarrollo en materia de tecnología es uno de los pilares en los que debemos apoyar la actividad de las Fuerzas Armadas”. Resaltó además la importancia de la industria de la defensa mecionando que "genera puestos de trabajo" y mejora "la cadena de proveedores". Según Rossi a "las tres patas que tiene la industria de la defensa que son las fábricas militares, los astilleros y la fábrica argentina de aviones hay que sumarle la alianza estratégica que tenemos que tener con Invap para el desarrollo de aquellos productos tecnológicos más avanzados”.

### 2020
El 21 de febrero de 2020 Fernández emitió cuatro decretos mediante los cuales designó nuevos jefes de las Fuerzas Armadas. El general de brigada Juan Martín Paleo se convirtió en jefe del Estado Mayor Conjunto de las Fuerzas Armadas; el general de brigada Agustín Cejas en jefe del Estado Mayor General del Ejército; el contraalmirante Julio Guardia en jefe del Estado Mayor General de la Armada; y el brigadier Xavier Isaac en jefe del Estado Mayor General la Fuerza Aérea Argentina.
El 1 de marzo, el presidente Fernández anunció el ascenso post mortem de los 44 tripulantes del submarino ARA San Juan, naufragado el 15 de noviembre de 2017 tras sufrir una implosión, cuando se trasladaba desde la Base Naval Ushuaia hasta la Base Naval Mar del Plata.
El 19 de marzo de 2020, se dio inicio a la Operación Militar General Manuel Belgrano, para hacerle frente a la pandemia por Covid-19 en Argentina. Fue la movilización más grande de las Fuerzas Armadas Argentinas desde la guerra de las Malvinas.
El 27 de marzo de 2020, fue entregado a la Fuerza Aérea Argentina, un avión Pampa III por FAdeA, destinado a la VI Brigada Aérea con asiento en Tandil.
En septiembre de 2020, mediante el Decreto 762/2020, se dieron de baja algunos buques de la Armada Argentina ya obsoletos que según se informó, serían reemplazados por buques de fabricación nacional.
El 30 de octubre de 2020, se publicó el Decreto por el cual se aprobó la ley del Fondo Nacional de la Defensa (FONDEF), creado con el fin de reequipar a las Fuerzas Armadas.
Entre el 14 y 19 de noviembre, se llevó a cabo el ejercicio binacional "Arandú 2020" en la municipio brasilero Rosário do Sul, con la participación de más de 1000 soldados de ambas fuerzas.

#### 2021
El 23 de febrero de 2021, se creó el Comando Conjunto Marítimo (CCM), con el objetivo de custodiar más eficientemente los espacios marítimos nacionales y sus áreas protegidas. Desde el 1 de enero de 2022, gracias a este comando no se ha registrado la entrada ilegal de algún buque al mar argentino.
En marzo de 2021 Fernández acordó con INVAP la producción de cinco unidades del Radar Primario Argentino 200 por 9200 millones de pesos. Los aparatos serán destinados al Sistema Nacional de Vigilancia y Control Aeroespacial de la Fuerza Aérea Argentina. En abril la aviación adquirió un Boeing 737-700 para la I Brigada Aérea y en septiembre recibió el primero de un total de 12 aviones TC-12B Huron para transporte ligero. En marzo de 2022 se asignó el Escuadrón Twin Otter en la Base Aérea Militar Río Gallegos, la cual recuperará la jerarquía de brigada aérea. Finalmente el 3 de febrero de 2023, la base volvió a ser denominada X Brigada Aérea. Después, en julio del mismo año, se anunció la compra de un Saab 340B, para reforzar las capacidades de transporte de la Fuerza Aérea Argentina. La aeronave arribó al país en febrero de 2023, siendo asignado a la I Brigada Aérea del Palomar. Cabe resaltar que la licitación del año 2021 se cayó y se volvió a licitar en el año 2022.
El ministro Rossi renunció por cuestiones políticas en agosto de 2021 y fue sustituido por Jorge Taiana.
El 9 de agosto de 2021, el astillero Tandanor de Buenos Aires anunció la construcción de doce remolcadores TND-26-40 para la Armada (de los cuales 7 serán del tipo 40 TBP y los otros 5 del tipo 10 TBP, con aportes del FONDEF); buscando el reemplazo de los remolcadores obsoletos y evitar recurrir a privados. El 2 de septiembre de 2021, se informó la colocación de la quilla de la primera unidad. Posteriormente, en octubre el Astillero Río Santiago de Ensenada botó la primera Lancha de Instrucción para Cadetes (LICA), bautizada ARA Ciudad de Ensenada; en marzo de 2022 botó la segunda unidad, ARA Ciudad de Berisso. El 28 de diciembre de 2021, el Ministerio de Defensa anunció la construcción de un buque polar para la Armada en el astillero Tandanor de Buenos Aires. El 22 de febrero de 2022, el astillero Tandanor firmó, junto con la firma finlandesa Aker Artic, un acuerdo para el diseño básico del buque. Este proyecto será financiado con aportes del FONDEF.
El 14 de diciembre de 2021 el presidente Fernández designó jefe del Ejército al general Guillermo Pereda.

#### Entrega de equipamiento para el Ejército Argentino de marzo de 2022
| - 17 camiones carga modelo (VUG) 6T 4X2-Volkswagen-Robus 17230-21 de origen brasileño. - 10 camiones tractor de campaña Volkswagen Costellation 19.420 HR-21 de origen brasileño. - 10 camiones Mercedes Benz Atego 1726 de origen nacional. - 3 colectivos de transporte personal Iveco (40 pasajeros) de origen brasileño. - 40 utilitarios Peugeot Partner de origen nacional. - 7 ambulancias Toyota Hilux de mediana complejidad para el empleo dual en el terreno como así también en el medio civil para la atención sanitaria de la fuerza durante el desarrollo del Adiestramiento Operacional, de origen nacional. - 1 camión cisterna Volkswagen útil para el abastecimiento logístico a campo traviesa a los diferentes Vehículos a Rueda, Mecanizado y blindados desplegados en el terreno. | - 79 ametralladoras calibre 7,62mm M240B - 73 ametralladoras calibre 12,7mm M2A2QCB (con cambio rápido de cañón) - 8 drones Mavic 2 - 3.500 equipos de combate |

En marzo de 2022, el ministro Taiana, en una conferencia en la Escuela Superior de Guerra Conjunta, anunció el incremento de la presencia de las Fuerzas Armadas en el sur del país, que incluye la apertura de nuevas unidades militares en la provincia de Tierra del Fuego, la instalación de un radar del INVAP en Río Grande y la incorporación de diez mil soldados voluntarios. Finalmente el 30 de mayo, fue instalado el radar en Río Grande. El 3 de marzo el ministro Taiana inauguró la piedra fundamental de la Base Naval Integrada Ushuaia. También, el 14 de julio de 2022, el ministro colocó la piedra fundamental de una nueva guarnición del Ejército en Catamarca, luego de 25 años sin presencia militar permanente en esa provincia.
El 22 de abril de 2022, la Fuerza Aérea Argentina recibió un nuevo Pampa III bloque II producido por FAdeA.
El 5 de agosto, en la Aeroestacion Militar Aeroparque, fueron presentados el tercer C-12 Huron y el primer Embraer EMB-312 Tucano modernizado por REDIMEC, PYME privada argentina encargada de la modernización de los Tucano.
A fines de agosto de 2022, el Ministerio de Defensa lanzó un Plan de Adquisición de Munición Plurianual (PAMP) a 10 años, para adquirir diversos tipos de municiones de distintos calibres, promoviendo a la industria nacional como participante del proyecto. El ministro Taianá indicó “Seguimos recuperando capacidades para nuestras Fuerzas Armadas. Con este plan plurianual de adquisición de municiones le damos previsibilidad a la industria de la defensa y un horizonte de futuro a nuestros hombres y mujeres militares”. El plan es financiado con aportes del FONDEF que se prevé pueda ser usado hasta un 10% para este fin.
A inicios de septiembre de 2022, arribaron a la Argentina un primer lote de lanzadores de misiles antiaéreos de corto alcance de origen sueco RBS 70 NG con sus respectivos misiles, recuperando así una capacidad casi inexistente para las Fuerzas Armadas Argentinas. A fines de septiembre, el Ejército Argentino adquirió armas antitanque a la empresa Saab Bofors Dynamics, con fecha programada para la entrega del equipo en 3 años. El armamento consiste en 60 cañones sin retroceso portátiles antitanque Carl Gustaf M4.
El 10 de septiembre de 2022, el Ejército Argentino recibió nuevos equipos de comunicaciones de última generación más una tanda de vehículos utilitarios, creando en el proceso la primera Compañía de Ciberdefensa Táctica del Ejército Argentino.
Entre el periodo 2020-2022, se incorporaron diversos camiones logísticos para el Ejército Argentino, con el objetivo de incrementar capacidades y el reemplazo de material con décadas de antigüedad. Se espera la llegada de más vehículos utilitarios para la fuerza en el año 2023.
El 1 de octubre de 2022, llegaron al país 2 helicópteros Sikorsky S-61 destinados a la 2.ª Escuadrilla Aeronaval de Helicópteros, aumentando la capacidad logística para la escuadrilla.
El 10 de noviembre, el astillero Tandanor botó al buque hidrográfico ARA Petrel que será destinado al Servicio de Hidrografía Naval.
A fines de noviembre, se inauguró con la presencia del ministro Taiana y otras autoridades, en Puerto Iguazú un nuevo edificio en la Escuela Militar de Monte, siendo esta unidad abastecida por un campo de aproximadamente 1300 m2 de paneles solares, reduciendo la contaminación. Es una de las pocas unidades que usan energía limpia.
En diciembre, el Ejército Argentino compró a INVAP 2 radares móviles de largo alcance que complementarían a los radares pertenecientes a la Fuerza Aérea Argentina.
A mediados de diciembre, el Ministerio de Defensa informó de una resolución para la compensación económica sobre la adquisición de materal destinado a las Fuerzas armadas, mediante Offset, pudiendo de esta manera haber cierta transferencia de tecnología para beneficiar a la Industria de Defensa Argentina.
El 21 de diciembre de 2022, el Estado Mayor Conjunto de las Fuerzas Armadas, informó que se firmó la compra de seis (6) helicópteros de búsqueda y rescate de alta montaña Bell 407 que serán destinados al Ejército Argentino y a la Fuerza Aérea Argentina con el objetivo de complementar y posteriormente reemplazar a los Aérospatiale SA315B Lama. El monto de la operación suma un total de 43 millones de USD.
El 27 de diciembre de 2022, en el Edificio Libertador sede del Ministerio de Defensa, fue firmado por el ministro Taiana y el titular del Directorio de Cooperación Internacional de Defensa de Israel, un contrato para la adquisición de Municiones merodeadoras (drones suicidas) para suministrar a las Fuerzas Armadas Argentinas. Los modelos adquiridos son "HERO 30" y "HERO 120". Será financiado con aportes del FONDEF. Argentina sería pionera en Latinoamérica en la utilización de estos artefactos.

#### 2023
El 3 de enero de 2023, el Ejército acordó con INVAP el desarrollo y fabricación de 3 radares para la defensa antiaérea que serán montados en vehículos pertenecientes a la institución. Posiblemente estos radares tácticos sean usados junto a los misiles antiaéreos RBS-70 NG. Más tarde, en marzo, se confirmó que la empresa Saab Bofors Dynamics transferiria tecnológia a INVAP para la fabricación de radares que operen junto a los misiles RBS-70 NG.
El 9 de enero, la Fábrica Militar Fray Luis Beltrán, ubicada en la provincia de Santa Fe, entregó a las Fuerzas Armadas un total de dos millones de proyectiles de 7,62 mm (1.200.000, de un total de 4.000.000) y 9 mm (800.000, de un total de 1.400.000). Esta entrega es parte del Plan de Adquisición de Munición Plurianual. Según Taiana, se está en el camino para volver a fabricar munición de calibre más grueso.
El 21 de enero, se informó de la adquisición de un avión de transporte Lockheed C-130 Hércules para la Fuerza Aérea Argentina, destinado a la I Brigada Aérea. A su vez se comunicó que oficiales de la institución estarían analizando en Estados Unidos otros aviones C-130 para su posible adquisición en el mediano plazo. La aeronave C-130 matriculada "TC-60" arribó a la I Brigada Aérea del Palomar el 6 de junio.
A fines de enero, tuvo lugar la VII Cumbre de la CELAC de 2023, siendo la Fuerza Aérea Argentina la encargada de la protección aérea que brindó aeronaves de combate A-4AR Fightinghawk equipadas con misiles aire-aire AIM-9M y entrenadores avanzados IA-63 Pampa, contando también con el apoyo de radares.
En febrero, la Fuerza Aérea firmó un convenio con Hindustan Aeronautics Limited para reparar y adquirir diversos componentes para los helicópteros SA 315B Lama.
El 1 de febrero, se oficializó la entrega de los recientemente modernizados C-130 Hércules "TC-64" e IA-63 Pampa III Bloque II "A-709" por FAdeA a la Fuerza Aérea Argentina.
El 3 de febrero, fue oficializado el plan plurianual del Ministerio de Defensa denominado "Plan Plurianual de Ciencia, Tecnología, Innovación y Producción para la Defensa"  con apoyo del FONDEF, siendo el objetivo de este plan el impulso de la Industria de defensa de Argentina.
El 10 de febrero, se inauguró en la ciudad de Fray Luis Beltrán una planta de recuperación y modernización de vehículos a rueda del Ejército Argentino, pudiendo operar vehículos de hasta 15 t. Siendo sede de esta planta el Batallón de Arsenales 603. El objetivo es llegar a los 750 Mercedes Benz 230G modernizados, destinados principalmente a unidades de exploración del Ejército Argentino.
El 7 de marzo, por palabras del presidente Fernández, el Ejército Argentino realizará tareas de infraestructura en la localidad de Rosario, Provincia de Santa Fe. El mismo día, el Ministerio de Defensa presentó el Programa de Desarrollo de Sistemas no tripulados para la Defensa, pudiendo así unificar proyectos independientes de Vehículos no tripulados (Vehículos aéreos no tripulados, Vehículos terrestres no tripulados y Vehículos submarinos no tripulados) de cada fuerza. Este proyecto es financiado gracias al FONDEF.
El 9 de marzo, mediante una publicación del boletín oficial, fue informado de la contratación de INVAP por parte de la Armada Argentina para la fabricación de Radares AESA para los destructores MEKO-360 y corbetas MEKO-140. Más tarde, el ministro Taiana junto el gobernador de la Provincia de Buenos Aires, Axel Kiccilof, firmaron un acuerdo para la construcción de un Buque Polar, un Buque de desembarco, un dique flotante  y la modernización de las corbetas MEKO-140 entre los astilleros Tandanor y Río Santiago.
El 21 de marzo, el Ministerio de Defensa firmó un convenio junto a dos empresas nacionales para la producción en serie de diversos simuladores para el Ejército Argentino, abriendo una posibilidad para la exportación.
A inicios de abril, INVAP concretó la venta de un radar RPA-200MC a Nigeria (de un total de 2), logrando su primera exportación de radares.
El 25 de abril, el ministro Taiana se reunió junto a diversas autoridades chinas para la adquisición de munición de origen chino perteneciente a la empresa Norinco para las Fuerzas Armadas, analizando también la posible fabricación de munición de mediano y pesado calibre por parte de Citedef con apoyo chino y también la posibilidad de fabricar explosivos para el ámbito civil y militar por parte de FANAZUL.
A inicios de mayo, se realizó una gran entrega de uniformes y calzados de producción nacional para las Fuerzas Armadas Argentinas, participando al menos 11 pymes en el proyecto.
El 18 de mayo, FAdeA, entregó un nuevo IA-63 Pampa III Bloque II a la Fuerza Aérea Argentina, matriculado A-710, con destino a la VI Brigada Aérea.
El 7 de julio, se logró a través del FONDEF la botadura de una compuerta flotante en el Astillero Río Santiago siendo su destino la Base Naval de Puerto Belgrano que reemplazará a una compuerta con más de un siglo de uso.
El 10 de julio, la Aviación del Ejército adquirió una aeronave Diamond DA62 para tareas de Inteligencia, Vigilancia y Reconocimiento.
Entre el 31 de julio y el 4 de agosto, se desarrolló en la Provincia de Corrientes, el ejercicio binacional "Arandú 2023" entre los ejércitos de Argentina y de Brasil, participando del mismo más de 1400 hombres y mujeres de ambos países, incrementando los lazos de confianza mutuos.
El 24 de agosto, Fabricaciones Militares entregó luego de 8 años, munición de calibre pesado. Entre ellas se encuentran munición de 105 mm, proyectiles para mortero de 120 mm y cohetes de 105 mm, además de la entrega de munición de pequeño calibre. FM planea continuar con la fabricación de municiones de gran calibre.
El 17 de octubre de 2023, el ministro de Defensa Jorge Taiana, firmó la compra de 3 aviones de patrulla marítima P-3C Orion y 1 P-3N Orion para el Comando de Aviación Naval de la Armada Argentina remanentes de la Real Fuerza Aérea Noruega. La Armada así, recupera su capacidad de patrulla de largo alcance.
El 20 de octubre, llegó a la IV Brigada Aérea en Mendoza, un helicóptero Bell 407GXI destinado a la Fuerza Aérea Argentina para tareas de búsqueda y rescate, de un total de 3.
El 17 de noviembre, el Ejército Argentino recibió cascos balísticos de aramida de producción nacional para someterlos a pruebas.
A fines de noviembre, la Fuerza Aérea Argentina firmó la compra para 2 (dos) aviones de transporte Embraer 140 para tareas de transporte y para LADE. Se negocia para adquirir dos unidades adicionales.
Entre el 8 y 10 de diciembre, la Fuerza Aérea Argentina proporcionó cobertura aérea en el traspaso presidencial del nuevo presidente, Javier Milei.
El 10 de diciembre, con el cambio de gobierno, el ministro Jorge Taiana, fue reemplazado por el nuevo Ministro de Defensa Luis Petri del entrante Gobierno de Javier Milei.

## Política exterior
El 11 de diciembre de 2019, Fernández recibió en la Casa de Gobierno al presidente de Cuba Miguel Díaz-Canel, al ministro de Comunicación de Venezuela Jorge Rodríguez Gómez, y una delegación de Estados Unidos encabezada por el subsecretario del Departamento de Estado para Asuntos del Hemisferio Occidental Michael Kozak y el embajador de ese país en Argentina Edward Prado.
Fernández decidió que Argentina permanezca dentro del Grupo de Lima, grupo creado en 2017 para dar seguimiento a la crisis en Venezuela, con el objeto de "plantear su posición" sobre el tema en este foro. En enero de 2020 tras un episodio donde Maduro usó las fuerzas policiales para impedir que la oposición ingresara a las sesiones legislativas, el Grupo de Lima publicó un duro comunicado condenando el hecho. El gobierno nacional decidió no firmar esa declaración y en cambio publicó su propio comunicado donde criticaba el suceso pero sin referirse a Venezuela como una "dictadura".

### Comercio internacional
Seis meses antes de la asunción de Fernández el Mercosur firmó un Acuerdo de Asociación Estratégica con la Unión Europea. Este acuerdo prevé la liberalización del comercio entre ambos bloques económicos aunque no entrará en vigor inmediatamente sino que debe ser aprobado por el congreso de cada uno de los países firmantes. Luego de asumir Fernández declaró al respecto “nosotros no tenemos problema que junto al Mercosur vayamos a unirnos a la Unión Europea, eso en la medida que esa decisión no afecta a nuestra industria”. En enero de 2020, el ministro de Desarrollo Productivo, Matías Kulfas, convocó a entidades empresariales para revisar el acuerdo dado que considera que en el último tramo de la negociación hubo “falta de transparencia” por parte del gobierno de Mauricio Macri.
Como una de las primeras medidas, Fernández aumentó los impuestos a las exportaciones para el sector agrícola argentino un 9% siendo considerada como una medida proteccionista para frenar la devaluación del peso argentino.

### Cuestión de las islas Malvinas
El 3 de enero, el gobierno, a través de la Cancillería, emitió un comunicado donde reafirmó la soberanía argentina sobre las islas Malvinas, Georgias del Sur y Sandwich del Sur al cumplirse 187 años de la «ocupación ilegal por parte del Reino Unido», así como también instó a ese país a «reanudar el proceso negociador bilateral» para hallar «una solución pacífica y definitiva a la disputa». Al respecto, el presidente Alberto Fernández manifestó que las Malvinas son «una tierra a la que nunca vamos a renunciar y siempre vamos a reclamar como propia».
El 1 de marzo, en la apertura de las sesiones ordinarias del Congreso, Fernández afirmó «nuestro hogar común tiene una herida sangrando en lo más profundo de nuestro sentimiento soberano, la usurpación de las islas Malvinas, las islas Georgias del Sur y Sandwich del Sur» y anunció el envío de tres proyectos de ley para «afianzar la soberanía territorial de la Argentina»: la creación del Consejo Nacional de Asuntos Relativos a las Islas Malvinas, la demarcación del límite exterior de la plataforma continental argentina, y la modificación del Régimen Federal pesquero para endurecer las sanciones a buques que practiquen la pesca ilegal en aguas bajo jurisdicción argentina, incluido las islas Malvinas.

### Relaciones con Bolivia
El 12 de diciembre arribó al país el expresidente de Bolivia Evo Morales, luego de dejar México donde permanecía tras su renuncia el 10 de noviembre, a quien se le concedió asilo político con estatus de refugiado. Lo hizo acompañado por su exvicepresidente Álvaro García Linera y otros exministros.
A su llegada el canciller argentino Felipe Solá declaró ante los medios:

Él se siente mejor acá que en México, que está lejos, y sus dos hijos están acá [...] Vino para quedarse y se quedará como refugiado.

El 21 de diciembre convocó a un acto de campaña para el 29 de ese mes en la provincia de Salta, cerca de la frontera con Bolivia. La idea fue descartada unos días después a pedido del gobierno nacional, dado que no podían garantizar su seguridad.
El 27 de febrero, The Washington Post publicó un informe basado en una investigación del Instituto de Tecnología de Massachusetts (MIT), que analiza las elecciones presidenciales realizadas el 20 de octubre en Bolivia, y, basado en la evidencia estadística, afirma que es «muy probable que Morales superase el margen de 10 puntos porcentuales en primera vuelta», al ver que «no hay un cambio repentino de votos hacia Morales luego de que se detuviera el conteo ni una distancia grande con su competidor más cercano», el expresidente Carlos Mesa, por lo que concluye que «no hay respaldo estadístico para los reclamos de fraude electoral» y que "las conclusiones de la OEA parecerían profundamente defectuosos». Tras la publicación del informe, el presidente Alberto Fernández señaló que «en Bolivia se violentó el Estado de Derecho con el accionar de las Fuerzas Armadas y de la oposición», y cuestionó a la Organización de los Estados Americanos (OEA) y al gobierno de Macri por su complicidad «ante semejante atropello».

### Relaciones con Chile
El 22 de diciembre, el presidente Alberto Fernández brindó una entrevista al programa La Cornisa del canal América, donde se refirió al accionar de las fuerzas de seguridad de Chile durante las protestas desde el mes de octubre, al afirmar que «recibí a las organizaciones de derechos humanos venezolanas, en 2013, cuando (el presidente de Venezuela Nicolás) Maduro, después de una manifestación apresó 800 personas. (El presidente de Chile Sebastián) Piñera metió presas a 2500 personas y nadie dijo nada» y agregó «tengo el mejor trato con Piñera y si puedo ayudar en algo, los voy a ayudar en lo que esté a mi alcance. Pero seamos justos, digamos todo». Tras sus dichos, el gobierno de Chile, a través de un comunicado del Ministerio de Relaciones Exteriores, solicitó al gobierno argentino «la conveniencia de no emitir opiniones sobre situaciones de política interna de los respectivos países».
El 5 de febrero, en un conferencia de prensa en París, Francia, el presidente Fernández criticó a políticos e intelectuales que se referían al «milagro chileno» por la estabilidad económica de Chile, «el milagro es que los chilenos no reaccionen, que no adviertan lo que les está pasando. Un día los chilenos se dieron cuenta y reaccionaron», y en cuanto a las protestas, fueron «un llamado de alerta» y pidió «respetar la institucionalidad» y que «nada justifica el alzamiento contra la democracia».

### Relaciones con Venezuela
El 5 de enero, fuerzas de la Policía Nacional Bolivariana de Venezuela impidieron el ingreso a la Asamblea Nacional de 40 diputados opositores, entre ellos Juan Guaidó, presidente de la Asamblea, evitando que parte de la oposición de ese país participe de la votación para elegir nuevas autoridades, donde el diputado oficialista Luis Parra se autoproclamó presidente. El hecho fue condenado por los gobiernos de Colombia, Brasil, Chile, Ecuador, Paraguay, Bolivia, Costa Rica, Estados Unidos, España y Portugal, además de la Organización de los Estados Americanos y el Grupo de Lima, a la que se sumó el gobierno de Argentina, que decidió no apoyar el comunicado del Grupo de Lima, pero sí emitir un comunicado de la cancillería donde «lamenta los hechos de hostigamientos hacia diputados y periodistas al ingresar al recinto» y llama a recuperar el diálogo entre las fuerzas políticas de Venezuela.
En julio de 2020, el gobierno argentino expresó su "profunda preocupación" ante la ONU por las violaciones de derechos humanos en Venezuela.

#### Repudio sobre la crisis parlamentaria de Venezuela
El 5 de enero de 2020 el gobierno de Argentina a través de su cancillería dirigida por Felipe Solá repudió los incidentes en Venezuela que derivaron en la fraudulenta elección que se desarrolló ese día en la Asamblea Nacional de Venezuela, que no contó con la presencia de Juan Guaidó, y que proclamó como nuevo presidente del Parlamento a Luis Parra con apoyo del chavismo.
En un comunicado señala: 

“El gobierno argentino lamenta profundamente los episodios registrados en el día de la fecha en la República Bolivariana de Venezuela. Resultan inadmisibles para la convivencia democrática los actos de hostigamiento padecidos por diputados, periodistas y miembros del cuerpo diplomático al momento de procurar ingresar al recinto de la Asamblea Nacional, para elegir a las nuevas autoridades de su junta directiva.”

En respuesta por el presidente de la asamblea constituyente de Venezuela, Diosdado Cabello criticó a Argentina por su postura que tomó el gobierno de Alberto Fernández, donde condena el golpe parlamentario, mencionando durante su programa El Mazo Dando:

“Argentina dijo una guaidiotez” “Nosotros no hemos necesitado nunca de Argentina [...] Ellos verán de qué lado se acomodan, si de los pueblos o de los arrastrados”.

El 7 de enero de 2020 la diplomática Elisa Trotta, quien funge como representante de Venezuela en Argentina, arremetió contra el diputado Diosdado Cabello por los ataques hacia el canciller Felipe Solá y al propio país  debido a su postura sobre los sucesos acontecidos en la Asamblea Nacional de Venezuela.
En su crítica comentó:

“Si así tratan a quienes hasta hace poco consideraban su aliado, imagínense cómo es tratada la disidencia”.

El ratificado presidente de la Asamblea venezolana Juan Guaidó agradeció el apoyo, en especial de Argentina «que señaló el atropello contra el parlamento venezolano», mientras que el presidente de la Asamblea Nacional Constituyente, el oficialista Diosdado Cabello, dijo que Argentina deberá revisar su postura y señaló que «no necesitamos de Argentina ni de su canciller. Ellos verán de qué lado se acomodan, si de los pueblos o de los arrastrados».

#### Relaciones con Rusia
El 2 de febrero del 2022, poco antes de la invasión de Rusia a Ucrania, el presidente de Argentina, Alberto Fernández, ofreció su país (Argentina) a Rusia como “puerta de entrada” a América Latina durante una reunión en el Kremlin con su homólogo ruso, Vladímir Putin. Esta actitud fue criticada tanto en ámbitos nacionales como internacionales por su falta de timing, dado que a los pocos días, tropas rusas invadieron Ucrania.

#### Posicionamiento frente a la ONU
El 16 de julio de 2020, el Gobierno argentino expresó su "profunda preocupación" por las violaciones de derechos humanos en Venezuela presentadas en el nuevo informe de la Alta Comisionada de la ONU, Michelle Bachelet. El embajador argentino ante la ONU Federico Villegas, resaltó que se debe «encontrar una salida pacífica, política y negociada a esta grave crisis multidimensional» a través de elecciones en Venezuela.
También afirmó que el país se hace "eco del reciente llamado de la Alta Comisionada en favor de una negociación política inclusiva basada en los derechos humanos y en la restitución de los derechos políticos".
Debido a las posturas tomadas por el embajador argentino, generó críticas dentro del gobierno y el seno de "Kirchnerismo" por su posición de izquierda, y presidida por Alberto Fernández quién se ha mantenido "neutral" pero con cierto reconocimiento al gobierno de Nicolás Maduro. Posteriormente el presidente argentino aclaró que la condena internacional de la Argentina a la violación de los derechos humanos en Venezuela «no representa un cambio de abordaje geopolítico del Gobierno, y que continúa reconociendo la legitimidad de Maduro como presidente electo».

### Gira europea de 2020

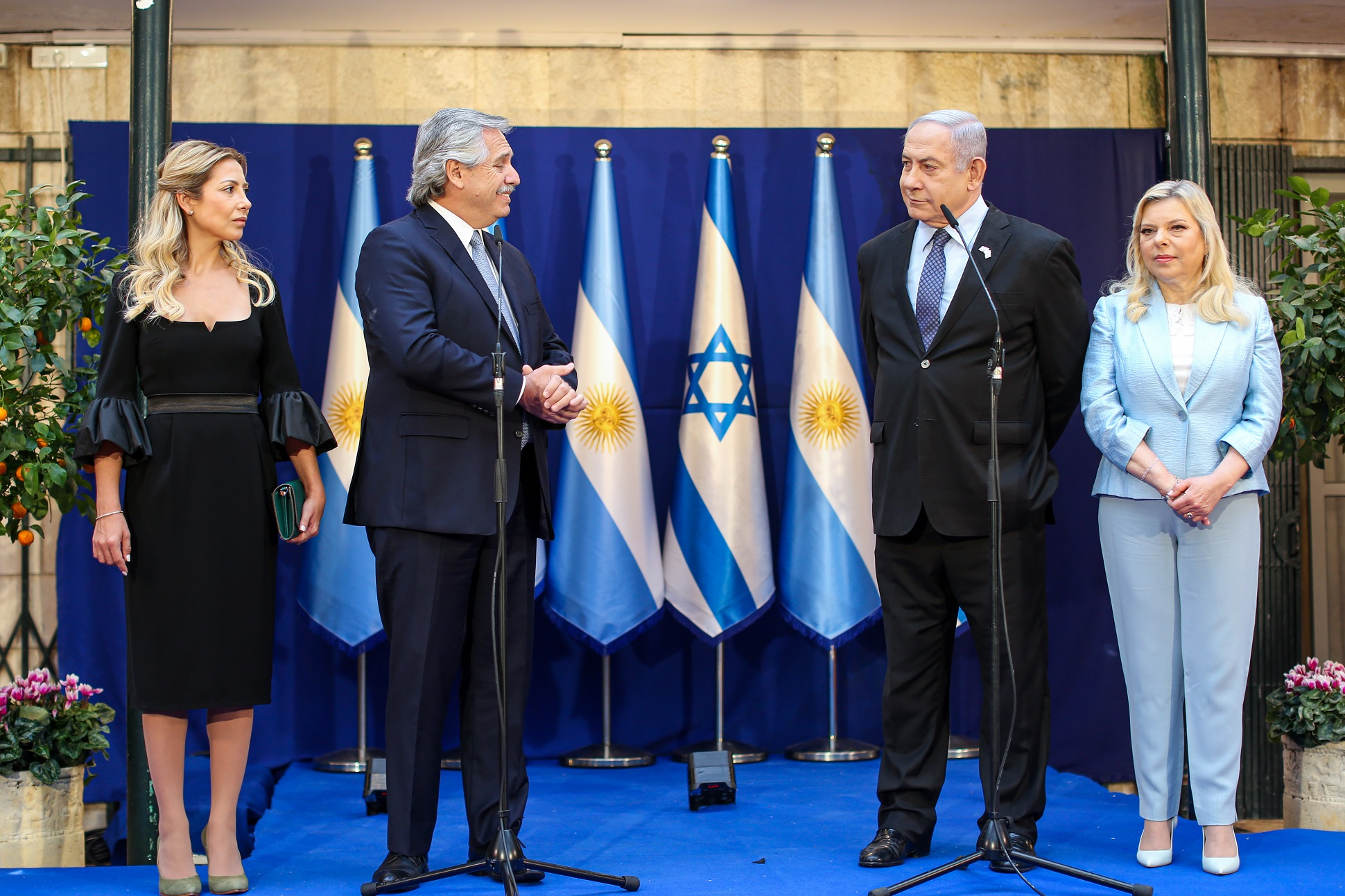
El presidente Alberto Fernández en conferencia de prensa con el primer ministro de Israel Benjamín Netanyahu.

El 23 de enero el presidente Alberto Fernández realizó su primer viaje al exterior, junto al canciller Felipe Solá y al gobernador de Buenos Aires Axel Kicillof, a la ciudad de Jerusalén en Israel, para participar de la 75.º conmemoración de la liberación del campo de concentración de Auschwitz junto a otros 40 líderes del mundo. Al día siguiente se reunió con el presidente israelí Reuven Rivlin y con el primer ministro Benjamín Netanyahu, donde ratificó su compromiso de esclarecer los atentados de la AMIA (1994) y de la embajada de Israel (1992) y pidió un «nunca más contra cualquier genocidio», mientras que Netanyahu prometió «fortalecer la amistad y aprovechar las oportunidades» y le felicitó por mantener la clasificación de Hezbollah como organización terrorista, medida tomada por el expresidente Macri en 2019 y que cuestionaba Fernández por ser Hezbollah un partido político reconocido en Líbano. A su regreso a la Argentina, Fernández se refirió al conflicto israelí-palestino al mencionar que Argentina reconoce «la existencia de los dos Estados y siempre propició la convivencia pacífica» y deseó que Israel logre «la paz con sus vecinos y especialmente con el pueblo palestino».

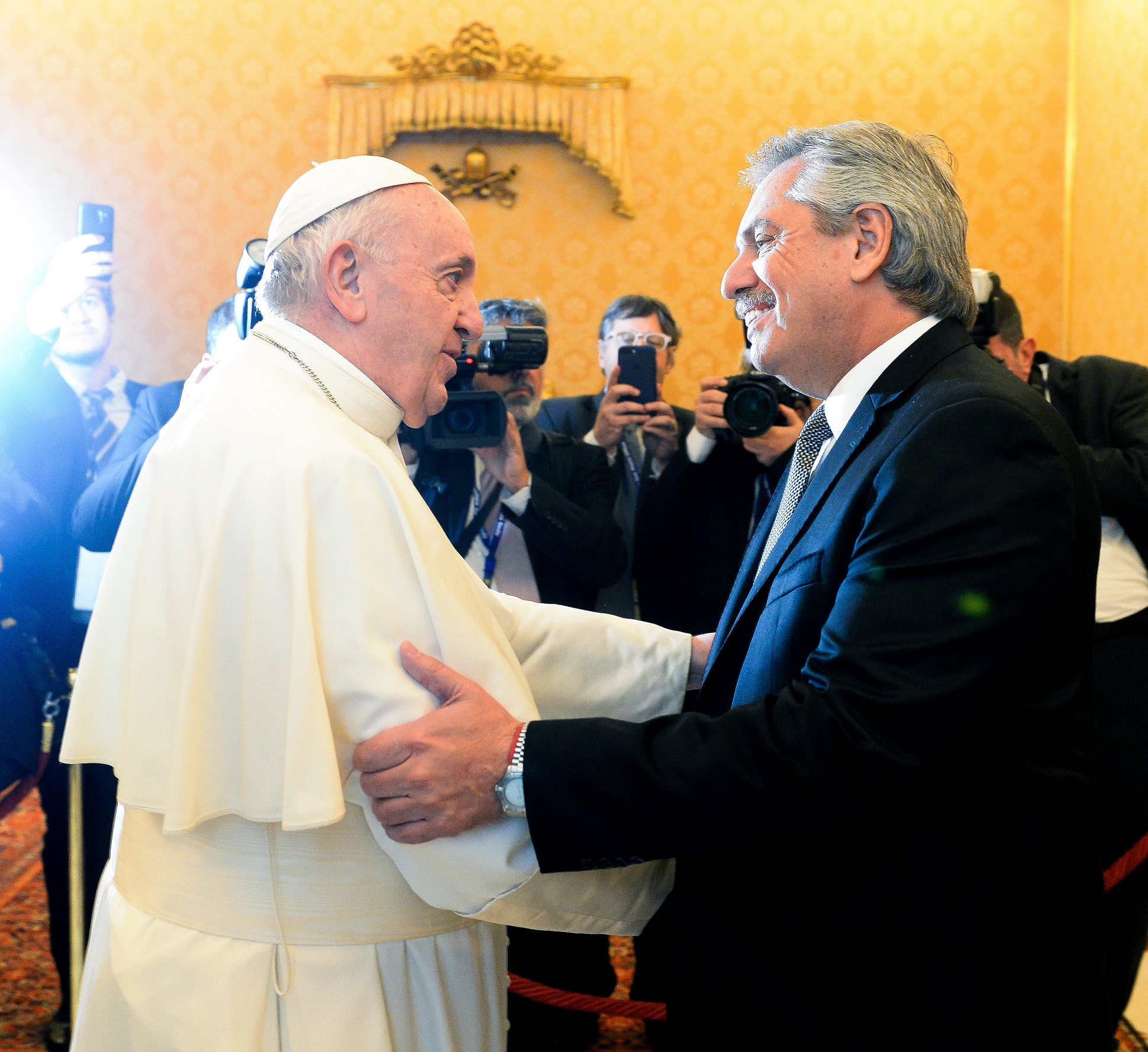
El presidente Alberto Fernández saluda al papa Francisco antes del inicio de la reunión en el Palacio Apostólico.

El 31 de enero, el presidente Fernández comenzó una gira europea, primero visitando al papa Francisco en la Ciudad del Vaticano, en una reunión que duró 44 minutos en la biblioteca del Palacio Apostólico. Luego el mandatario en conferencia de prensa mencionó que «el Papa va a hacer lo que pueda hacer para ayudarnos. El Papa es un argentino preocupado por su patria y por su gente», sobre la grieta «el Papa comparte una suerte de obsesión, que es terminar con la disputa entre los argentinos»; en cuanto al proyecto de despenalización del aborto, Fernández afirmó que «no se tocó el tema», sin embargo la oficina de Prensa de la Santa Sede emitió un comunicado donde afirma que se habló de «la protección de la vida desde su concepción». Luego del comunicado, el propio presidente manifestó que el tema del aborto se habló no con el papa sino con el secretario de Estado del Vaticano Pietro Parolin, quien le manifestó «su preocupación por el tema y me recordó que la posición de la iglesia siempre es la defensa de la vida desde la concepción». Tras la aclaración, la oficina de Prensa de la Santa Sede emitió un nuevo comunicado donde consta que algunos de los temas «han sido examinados en el curso del encuentro con la Secretaría de Estado, otros en el marco del encuentro con el Santo Padre». Al día siguiente, el presidente brindó una entrevista a Radio 10 donde afirmó «todos saben cuál es mi posición, que no es en contra de la Iglesia (por estar a favor de la legalización). Es una posición de salud pública. Con el Papa el tema ni lo rocé. El secretario de Estado hizo una mención para 'fijar soberanía'.» Posteriormente se reunió con el primer ministro italiano Giuseppe Conte y con el presidente Sergio Mattarella, quienes le manifestaron su apoyo para «resolver el problema de nuestra deuda».
El 1 de febrero, Fernández visitó la sede central de la Organización de las Naciones Unidas para la Alimentación y la Agricultura, donde se reunió con el director general Qu Dongyu quien le ofreció que los técnicos de la FAO trabajen con el ministerio de Desarrollo Social en «pos de mejorar las condiciones para que la Argentina alimente adecuadamente a los argentinos y para que la alimentación llegue a todos los argentinos». El 3 de febrero llegó a Berlín, Alemania donde desayunó con empresarios alemanes, mencionó que Argentina es «un paciente en terapia intensiva», realizó un pedido de comprensión y ayuda, y se comprometió a mantener la disciplina fiscal y a flexibilizar el cepo cambiario, y anunció que mandaría un proyecto de ley al congreso para promover las inversiones en el yacimiento petrolero Vaca Muerta, y visitó la sede mundial de la automotriz Volkswagen, quienes anunciaron una inversión de $800 millones de dólares para desarrollar un nuevo modelo en la planta de General Pacheco, en la provincia de Buenos Aires.

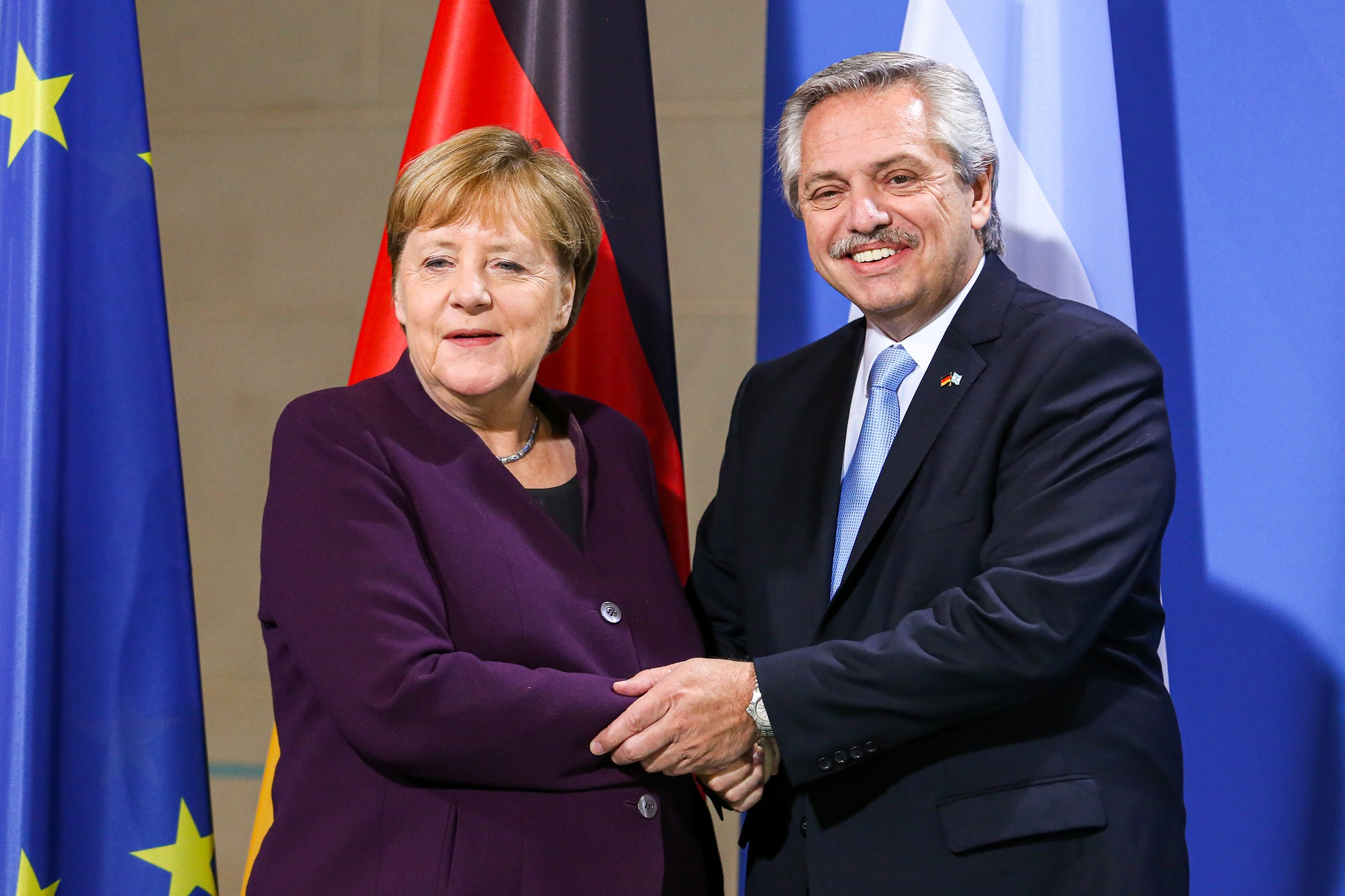
El presidente Alberto Fernández saluda a la canciller Angela Merkel tras la conferencia de prensa conjunta.

Hacia la tarde se reunió con la canciller Angela Merkel, que afirmó que ambos países son «socios estrechos» y sabe «que la Argentina no se encuentra en una situación económica fácil, y por eso es importante pensar cómo desde Alemania, desde Europa, podemos apoyarlos, y ayudarlos», prometió su respaldo a la propuesta argentina de reprogramar hasta 2024 los vencimientos de deuda con el FMI y reclamó por la deuda con la empresa Hochtief por el congelamiento de tarifas en el peaje del puente Rosario-Victoria que fue llevado a juicio ante el CIADI en 2016 por un valor de $13 millones de dólares, la construcción de la represa Chihuido, la situación política de América Latina y la puesta en marcha del acuerdo UE-MERCOSUR;  mientras que el mandatario considera a Alemania «un modelo que miramos de cerca», expresó su deseo de «reforzar estas relaciones de amistad» y espera «seguir fortaleciendo» el camino entre la Unión Europea y el Mercosur.
El 4 de febrero viajó hacia Madrid, España donde se reunió con el presidente del Gobierno español Pedro Sánchez y el rey Felipe VI, quienes le transmitieron «la solidaridad del Gobierno español para superar la difícil situación económica y social que vive la Argentina, así como el respaldo en el proceso de renegociación de la deuda» y que esta reunión significó un «importante impulso a las relaciones bilaterales, ahora de la mano de dos gobiernos progresistas». Luego el presidente Fernández confirmó que el dirigente radical Ricardo Alfonsín será el embajador en España.
El 5 de febrero fue su última parada, en París, Francia, donde se reunió con empresarios de 39 compañías francesas, quienes manifestaron su preocupación por el cepo cambiario y por la parálisis de la obra pública y se reunió con el presidente Emmanuel Macron, quien apoyará el proyecto de renegociación de deuda al afirmar «que Francia lo acompañará y se movilizará con el FMI y otros socios para ayudar a la Argentina a volver el camino del crecimiento y de una deuda sostenible» y que «la situación económica de Argentina es un tema de preocupación, pero también de movilización»; además se refirió a un reclamo del grupo francés Suez con el gobierno de la provincia de Santa Fe por el servicio de agua potable, la posición de Argentina sobre la crisis de Venezuela y el acuerdo UE-MERCOSUR.

## Críticas
Fernández terminó su mandato con elevados índices de desaprobación a su gestión e imagen negativa (alrededor del 80%), y su presidencia ha sido considerada, tanto de sectores dentro del peronismo como ajenos, como una de las peores de la historia argentina.

### Sobreprecio en la compra de alimentos
En abril del 2020 se dio a conocer que el ministerio de desarrollo social había comprado alimentos con sobreprecios.
Avalado por la emergencia sanitaria, el ministerio de Desarrollo Social realizó contrataciones directas para comprar alimentos. El producto que comenzó la polémica fue el aceite de 1,5L, dado que el gobierno había pagado $158,67 cada uno, mientras que según el programa de precios cuidados el gobierno había fijado el precio máximo en $98. Otros productos que se compraron con sobreprecio fue el azúcar y lentejas, con sobreprecios del 50% y 85% respectivamente.
Ante las críticas, el ministro Daniel Arroyo comentó que pidieron una rebaja en los precios, pero que de todas formas hicieron la compra porque se estaba ante una emergencia. El presidente Alberto Fernández respaldó al ministro pero ordenó suspender el pago. Fernández también comentó que le preocupó que las empresas no quisieron bajar los precios.
Diputadas del PRO solicitaron un informe para saber cuáles fueron los criterios utilizados para la fijación de los precios testigo y por qué superan los que toma como referencia el Gobierno.
Luego del escándalo, el gobierno despidió a 15 funcionarios del ministerio de desarrollo social.

### Cita tergiversada sobre mexicanos, brasileros, y argentinos
En junio del 2021, el presidente Alberto Fernández se reunió con el presidente de España, Pedro Sánchez. Durante una conferencia de prensa junto a su par español, pronunció una frase sobre el origen de los mexicanos, brasileros, y argentinos, tergiversando una frase de Octavio Paz:

Escribió alguna vez Octavio Paz que los mexicanos salieron de los indios, los brasileros salieron de la selva, pero nosotros, los argentinos, llegamos de los barcos.
Y eran barcos que venían de Europa. Así construimos nuestra sociedad.
Alberto Fernández

Según los diarios El País y el Deutsche Welle, en los medios y las redes sociales se lo acusó de racista por sus comentarios.
Felipe Calderón, expresidente de México, opinó que «le falta un poquito de cultura al Presidente de Argentina».
Maximiliano Reyes Zúñiga, subsecretario para América Latina y el Caribe de la Secretaría de Relaciones Exteriores de México, consideró desafortunada la frase al «invisibilizar la diversidad étnica de América Latina».
Eduardo Bolsonaro, diputado de Brasil, criticó a Fernández opinando que fue racista contra los pueblos indígenas y africanos que formaron Brasil.
Jair Bolsonaro, presidente de Brasil, publicó en Twitter una foto de él rodeado de indígenas autóctonos junto la palabra «SELVA!».
Alberto Fernández se disculpó por sus dichos diciendo: «A nadie quise ofender, de todas formas, quien se haya sentido ofendido o invisibilizado, desde ya mis disculpas», y que en realidad había querido citar al músico Litto Nebbia.

### Celebración de cumpleaños en cuarentena
El 13 de agosto del 2021 comenzó a circular por la prensa una foto del 14 de julio del 2020 (durante la pandemia de COVID-19), donde se veía a la entonces primera dama junto al presidente Alberto Fernández y otras diez personas en la celebración del cumpleaños de la primera, sin distanciamiento ni barbijo. En ese momento, las reuniones sociales en espacios cerrados estaban prohibidas por el DNU 576/2020.

### Polémica por mensajes en Twitter
Usuarios de la red Twitter criticaron varios tuits de Fernández.
Luego de que Florencia Peña denunciara por misógino al diputado Waldo Wolff por un tuit, el diputado pidió en agosto del 2021 que también Alberto Fernández se retracte y pida disculpas, ya que el diputado consideró que Fernández contestó de manera ofensiva, misógina y violenta en varios tuits de su cuenta oficial.

### Visitas de Tamara Pettinato a la Casa Rosada
En agosto del 2024 varios medios publicaron videos donde aparece Tamara Pettinato, conductora de radio e hija de Roberto Pettinato, filmados por Fernández en la Casa Rosada cuando Fernández era presidente. En los videos se ve a Pettinato hablando con Fernández en diferentes situaciones, en uno ella escribe una carta de amor y en otro está sentada en el sillón de Rivadavia.
Luego de conocerse los videos, Pettinato manifestó que los videos fueron de un almuerzo luego de una entrevista en la Casa Rosada por un documental para la televisión china en enero del año 2022.
El vocero presidencial Manuel Adorni opinó sobre los videos calificándolos de detestables por no respetar las instituciones y la investidura presidencial, y el presidente Javier Milei comentó «vergüenza es poco» en un twit.